# 1958 год
1958 (ты́сяча девятьсо́т пятьдеся́т восьмо́й) год  по григорианскому календарю — невисокосный год, начинающийся в среду. Это 1958 год нашей эры, 8‑й год 6‑го десятилетия XX века 2‑го тысячелетия, 9‑й год 1950‑х годов. Он закончился 67 лет назад.
| Пн | Вт | Ср | Чт | Пт | Сб | Вс |
|    |    | 1  | 2  | 3  | 4  | 5  |
| 6  | 7  | 8  | 9  | 10 | 11 | 12 |
| 13 | 14 | 15 | 16 | 17 | 18 | 19 |
| 20 | 21 | 22 | 23 | 24 | 25 | 26 |
| 27 | 28 | 29 | 30 | 31 |    |    |

| Пн | Вт | Ср | Чт | Пт | Сб | Вс |
|    |    |    |    |    | 1  | 2  |
| 3  | 4  | 5  | 6  | 7  | 8  | 9  |
| 10 | 11 | 12 | 13 | 14 | 15 | 16 |
| 17 | 18 | 19 | 20 | 21 | 22 | 23 |
| 24 | 25 | 26 | 27 | 28 |    |    |

| Пн | Вт | Ср | Чт | Пт | Сб | Вс |
|    |    |    |    |    | 1  | 2  |
| 3  | 4  | 5  | 6  | 7  | 8  | 9  |
| 10 | 11 | 12 | 13 | 14 | 15 | 16 |
| 17 | 18 | 19 | 20 | 21 | 22 | 23 |
| 24 | 25 | 26 | 27 | 28 | 29 | 30 |
| 31 |    |    |    |    |    |    |

| Пн | Вт | Ср | Чт | Пт | Сб | Вс |
|    | 1  | 2  | 3  | 4  | 5  | 6  |
| 7  | 8  | 9  | 10 | 11 | 12 | 13 |
| 14 | 15 | 16 | 17 | 18 | 19 | 20 |
| 21 | 22 | 23 | 24 | 25 | 26 | 27 |
| 28 | 29 | 30 |    |    |    |    |

| Пн | Вт | Ср | Чт | Пт | Сб | Вс |
|    |    |    | 1  | 2  | 3  | 4  |
| 5  | 6  | 7  | 8  | 9  | 10 | 11 |
| 12 | 13 | 14 | 15 | 16 | 17 | 18 |
| 19 | 20 | 21 | 22 | 23 | 24 | 25 |
| 26 | 27 | 28 | 29 | 30 | 31 |    |

| Пн | Вт | Ср | Чт | Пт | Сб | Вс |
|    |    |    |    |    |    | 1  |
| 2  | 3  | 4  | 5  | 6  | 7  | 8  |
| 9  | 10 | 11 | 12 | 13 | 14 | 15 |
| 16 | 17 | 18 | 19 | 20 | 21 | 22 |
| 23 | 24 | 25 | 26 | 27 | 28 | 29 |
| 30 |    |    |    |    |    |    |

| Пн | Вт | Ср | Чт | Пт | Сб | Вс |
|    | 1  | 2  | 3  | 4  | 5  | 6  |
| 7  | 8  | 9  | 10 | 11 | 12 | 13 |
| 14 | 15 | 16 | 17 | 18 | 19 | 20 |
| 21 | 22 | 23 | 24 | 25 | 26 | 27 |
| 28 | 29 | 30 | 31 |    |    |    |

| Пн | Вт | Ср | Чт | Пт | Сб | Вс |
|    |    |    |    | 1  | 2  | 3  |
| 4  | 5  | 6  | 7  | 8  | 9  | 10 |
| 11 | 12 | 13 | 14 | 15 | 16 | 17 |
| 18 | 19 | 20 | 21 | 22 | 23 | 24 |
| 25 | 26 | 27 | 28 | 29 | 30 | 31 |

| Пн | Вт | Ср | Чт | Пт | Сб | Вс |
| 1  | 2  | 3  | 4  | 5  | 6  | 7  |
| 8  | 9  | 10 | 11 | 12 | 13 | 14 |
| 15 | 16 | 17 | 18 | 19 | 20 | 21 |
| 22 | 23 | 24 | 25 | 26 | 27 | 28 |
| 29 | 30 |    |    |    |    |    |

| Пн | Вт | Ср | Чт | Пт | Сб | Вс |
|    |    | 1  | 2  | 3  | 4  | 5  |
| 6  | 7  | 8  | 9  | 10 | 11 | 12 |
| 13 | 14 | 15 | 16 | 17 | 18 | 19 |
| 20 | 21 | 22 | 23 | 24 | 25 | 26 |
| 27 | 28 | 29 | 30 | 31 |    |    |

| Пн | Вт | Ср | Чт | Пт | Сб | Вс |
|    |    |    |    |    | 1  | 2  |
| 3  | 4  | 5  | 6  | 7  | 8  | 9  |
| 10 | 11 | 12 | 13 | 14 | 15 | 16 |
| 17 | 18 | 19 | 20 | 21 | 22 | 23 |
| 24 | 25 | 26 | 27 | 28 | 29 | 30 |

| Пн | Вт | Ср | Чт | Пт | Сб | Вс |
| 1  | 2  | 3  | 4  | 5  | 6  | 7  |
| 8  | 9  | 10 | 11 | 12 | 13 | 14 |
| 15 | 16 | 17 | 18 | 19 | 20 | 21 |
| 22 | 23 | 24 | 25 | 26 | 27 | 28 |
| 29 | 30 | 31 |    |    |    |    |

Год продолжения Холодной войны и Хрущёвской оттепели, характеризовавшийся как активным диалогом между западным и восточным блоками, так и конфликтами между ними. Год Тайваньского кризиса, поставившего мир на грань ядерной войны. В Европе отмечен углублением процессов интеграции и учреждением Пятой республики во Франции. В этом году сохранялась политическая нестабильность в странах третьего мира, сопровождавшаяся насильственными сменами власти и революциями на Кубе и в Ираке.

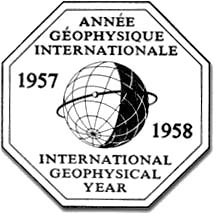
Эмблема Международного геофизического года

- Международный геофизический год.

## События

### Январь
- 1 января
  - Европейское экономическое сообщество: вступили в силу договор об учреждении Европейского экономического сообщества и соглашение об учреждении Евратома[1][2].
  - Январское восстание в Венесуэле: в Венесуэле авиация с восставшей базы ВВС «Бока де Рио» нанесла удары по президентскому дворцу «Мирафлорес» в Каракасе[3].
- 3 января
  - Официально провозглашена Вест-Индская федерация британских островных колоний, в которую вошли Ямайка, Тринидад и Тобаго, Барбадос, Доминика, Гренада, Сент-Люсия, Сент-Винсент, Антигуа, Монтсеррат, Сент-Китс и Невис и Ангилья[4].
  - Январское восстание в Венесуэле: Армия Венесуэлы окончательно подавила восстание, начавшееся 31 декабря 1957 года на военной авиабазе «Бока де Рио» близ Маракая, однако в стране продолжило нарастать сопротивление режиму генерала Маркоса Переса Хименеса[5].
- 7 января — Холодная война: в СССР объявлено о сокращении вооружённых сил на 300 000 человек[6].
- 8 января
  - Роспуск королём Сурамаритом Национального собрания Камбоджи и отставка правительства Сим Вара[7].
  - 14-летний Бобби Фишер выиграл Чемпионат США по шахматам[8].
- 9 января — Совет министров СССР принял постановление об организации Новосибирского государственного университета, который рассматривался как составная часть СО АН СССР[9].
- 11 января
  - Председателем Государственного совета Румынской Народной Республики избран Ион Георге Маурер (до 21 марта 1961 года) после смерти Петру Гроза, последовавшей 7 января[10][11].
  - Новым премьер-министром Камбоджи назначен Эк И Оун.
  - Государственный секретарь США Джон Фостер Даллес выступил с критикой «направляемой демократии», введённой президентом Сукарно в Индонезии, заявив, что она «не удовлетворяет большинство населения»[12].
- 14 января
  - СССР и Гана установили дипломатические отношения[13].
  - Марокко и Испания заключили соглашение об обмене испанских песет на марокканские франки в зоне бывшего Испанского Марокко[14].
- 17 января — в Камбодже на период проведения парламентских выборов сформировано переходное правительство во главе с премьер-министром Пенн Нутом (до 12 апреля 1958 года)[7].
- 18 января
  - В Москве подписан договор о режиме государственной границы между СССР и Афганистаном[15].
  - В Москве подписано соглашение между СССР и КНР о совместных научных исследованиях[16].
- 20 января
  - Холодная война. СССР пригрозил Греции экономическими санкциями в том случае, если она согласится на размещение ракет НАТО на своей территории[2].
  - Между Японией и Индонезией подписаны Мирный договор и репарационное соглашение, по которому Индонезия в течение 12 лет должна была получить от Японии 223 миллиона долларов[17].
- 21 января — Январское восстание в Венесуэле: в Венесуэле началась всеобщая забастовка, закончившаяся через два дня падением военной диктатуры[5].
- 23 января — Январское восстание в Венесуэле: в результате всеобщего восстания в Венесуэле свергнута диктатура генерала Маркоса Переса Хименеса. К власти пришла хунта адмирала Вольфганга Ларрасабаля, который принял на себя обязанности президента страны (до 14 ноября 1958 года)[18]. На следующий день Перес Хименес получил убежище в Доминиканской Республике[19].
- 25 января — Кубинская революция: противники режима Фульхенсио Батисты захватили три радиостанции в предместьях Гаваны и призвали народ к свержению диктатуры[20].
- 26 января — около острова Авадзи (Япония) перевернулся паром Nankai Maru. Погибли 167 человек[21].
- 28 января — в Москве открылось Всесоюзное совещание по возделыванию кукурузы и картофеля (до 1 февраля)[22].
- 29 января — в Москве подписано советско-египетское соглашение об экономическом сотрудничестве[23].
- 30 января — катастрофа стратегического бомбардировщика «Ту-16» в Хабаровском крае, погиб весь экипаж, 6 человек[24].

### Февраль
- 1 февраля

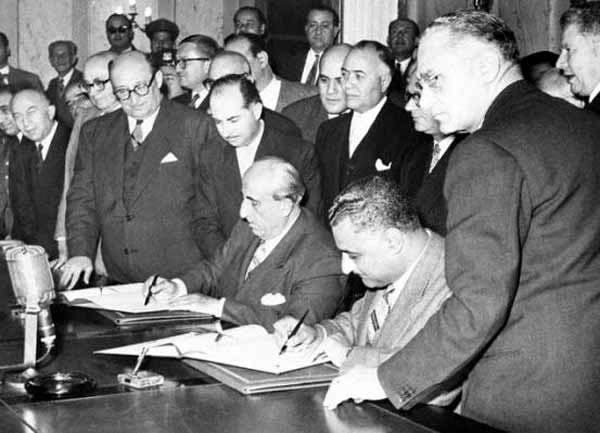
2 февраля: президент Египта Гамаль Абдель Насер и президент Сирии Шукри Аль-Куатли подписывают документы о создании Объединённой Арабской Республики

  - Запущен первый американский искусственный спутник Земли «Эксплорер-1»[25].
  - Провозглашена Объединённая Арабская Республика в составе Египта и Сирии (просуществовала до 28 сентября 1961 года)[23].
  - В КНР 5-я сессия Всекитайского собрания народных представителей сняла со всех государственных постов и лишила депутатских мандатов Чжан Найци, Чжан Боцюня, Ло Лунцзи, Лун Юня и ещё 34 лидера демократических партий Китая, обвинённых в подрывной деятельности[26].
  - Столкновение двух американских военных самолётов над пригородом Лос-Анджелеса, жертвами стали 48 человек.
- 3 февраля — Бельгия, Нидерланды и Люксембург заключили в Гааге договор о создании экономического союза Бенилюкс[27].
- 5 февраля
  - В США в результате авиационного происшествия над побережьем штата Джорджия бомбардировщик ВВС США аварийно сбросил в океан водородную бомбу Mark 15[28].
  - Правительство КНДР предложило вывести все иностранные войска из Северной и Южной Кореи (7 февраля Китай заявил о согласии вывести свои части из Северной Кореи, однако ООН настояла на пребывании своих вооружённых сил в Корее до тех пор, пока на всей территории этой страны не будут проведены свободные выборы; вывод китайских войск завершился 28 октября)[2][29].
- 6 февраля — во время попытки взлёта с мюнхенского аэропорта потерпел крушение самолёт, на борту которого летели игроки футбольного клуба «Манчестер Юнайтед». 8 игроков клуба погибли[30][31]
- 7 февраля
  - Китайская Народная Республика официально предложила «китайским добровольцам», участвовавшим в Корейской войне, покинуть Северную Корею[29].
  - В СССР принят указ о праздновании Дня советской молодёжи (отмечался в последнее воскресенье июня)[32].
  - На Амстердамском автосалоне представлен DAF 600 — первый автомобиль с бесступенчатой трансмиссией — DAF Variomatic[33].
- 8 февраля
  - Кубинская революция: вооружённая группа Революционного директората 13 марта во главе с Фауре Чомоном высадилась с яхты «Скейпед» в заливе Нуэвитас на Кубе и открыла в горах Эскамбрай новый фронт борьбы с диктатурой Батисты[34].
  - Война за независимость Алжира: военно-воздушные силы Франции произвели бомбардировку деревни Сакиет Сиди Юсеф в Тунисе, рядом с границей Французского Алжира, в качестве карательной меры за участие Туниса в нападении алжирских националистов на французский патруль вблизи тунисско-алжирской границы (11 января). Эта акция привела в апреле к падению правительства Франции во главе с Феликсом Гайяром[35].
- 8—10 февраля — циклоны с сильными снегопадами и резким понижением температуры в Поволжье. Погибло 224 и пропало без вести около 120 человек[36].
- 11 февраля
  - Тунис уведомил Францию о том, что французским военным кораблям запрещается заходить в тунисский порт Бизерту[2].
  - В США приступила к работе первая стюардесса афроамериканского происхождения Рут Кэрол Тейлор[37].
- 13—15 февраля — в Париже прошёл Чемпионат мира по фигурному катанию.
- 14 февраля
  - Холодная война: на встрече иностранных дипломатов в Варшаве оглашён «план Рапацкого», предложенный министром иностранных дел Польши Адамом Рапацким и предусматривающий создание безъядерных зон в Центральной Европе (3 мая отвергнут США и 18 мая Великобританией)[38].
  - Иордания и Ирак подписали соглашение о создании Арабской федерации в их составе[39].
- 15 февраля — на Суматре, в Северном Сулавеси и на севере Молуккских островов, где с 1956 года продолжался мятеж против центрального правительства Индонезии, сформировано (в Паданге) «Революционное правительство Республики Индонезии», которое возглавил Шафруддин Правиранегара[40].
- 15—16 февраля — в восточной части США разыгралась сильная снежная буря. Погибли свыше 500 человек. Морозы достигали −44 °C, сугробы — 6,5 м[41].
- 16 февраля — Кубинская революция: на Кубе повстанцы Фиделя Кастро начали бои с правительственным войсками в районе Пино-дель-Агуа[42].
- 17 февраля — папа римский Пий XII объявил святую Клару Ассизскую покровительницей телевидения[43].
- 18 февраля — в Лаосе в рамках национального примирения торжественно переданы королевской армии два батальона освободительной армии Патриотического фронта Лаоса, остальные объявлены демобилизованными[44].
- 19 февраля — Авария Ту-104 под Саваслейкой — первое происшествие с реактивным самолётом в СССР.
- 20 февраля
  - В Аккре (Гана) премьер-министр Кваме Нкрума открыл Фонд взаимопомощи африканских стран Южной Сахары, объединивший восемь государств[2].
- 21 февраля
  - На проходившем в Сирии и Египте референдуме Гамаль Абдель Насер избран президентом Объединённой Арабской Республики[45].
  - Джеральдом Холтомом[англ.] был придуман пацифик[46].
- 22 февраля — Холодная война: заключено англо-американское соглашение о размещении американских ракет с ядерными боеголовками в Англии и Шотландии. Предусмотрено строительство 4 ракетных баз для 60 пусковых установок ракет «Тор» и «Юпитер»[47].
- 23 февраля — Кубинская революция: кубинские повстанцы похитили пятикратного чемпиона Формулы-1 Хуана Мануэля Фанхио (был освобождён спустя 28 часов)[48][49].
- 24 февраля — Кубинская революция: в провинции Сьерра-Маэстра повстанцы начали вещание радиостанции Radio Rebelde[англ.][50].
- 27 февраля — начались первые всеобщие выборы в парламент Судана. Закончились 8 марта победой партии «Умма»[51].
- 28 февраля — в Престонбурге (Кентукки, США) в реку упал школьный автобус, погибли 27 человек[52].
- 28 февраля — 6 марта — в Норвегии прошёл XXV Чемпионат мира по хоккею с шайбой. Чемпионом стала сборная Канады.

### Март
- 1 марта

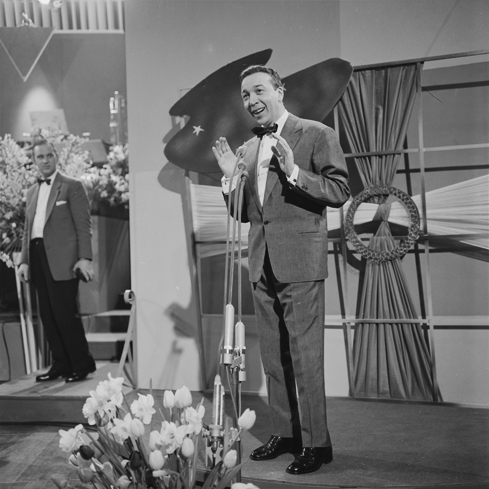
12 марта: победитель конкурса Евровидение Андре Клаво (Франция).

  - В бухте Измита (Турция) перевернулся и затонул пассажирский паром Uskudar, погибли не менее 300 человек[53].
  - Председателем Национального правительственного совета Уругвая сроком на один год стал Карлос Фишер (до 1 марта 1959 года)[54].
- 5 марта
  - Принята временная конституция Объединённой Арабской Республики[45].
  - Премьер-министр Греции Константинос Караманлис ушёл в отставку после того, как два министра покинули его правительство и совместно с 13 депутатами партии ЭРЭ отказали ему в поддержке. Сформировано переходное правительство Константиноса Георгакопулоса (до 17 мая 1958 года)[55].
  - В КНР образован Гуанси-Чжуанский автономный район[29].
  - Ворошиловграду возвращено название Луганск указом Президиума Верховного Совета СССР.
- 8 марта — Объединённая Арабская Республика и Йеменское Мутаваккилийское Королевство объединились в конфедеративный Союз национальных арабских государств[45].
- 11 марта — бомбардировщик ВВС США B-47 при перелёте случайно сбросил за борт ядерную бомбу, которая упала в малонаселённом районе в 6 милях к востоку от города Флоренс (Южная Каролина). Заряд её взорвался при столкновении с землёй, был повреждён частный дом, ранение получили шесть его жителей[56].
- 12 марта
  - В связи с созданием ОАР распущены все политические партии Сирии[57].
  - Армия Индонезии начала военные действия против сепаратистов на Суматре[58].
  - В Хилверсюме (Нидерланды) прошёл конкурс Евровидение. Победителем стал французский исполнитель Андре Клаво с песней Dors, mon amour[59].
- 14 марта — в США учреждена премия Грэмми[60].
- 16 марта — прошли выборы в Верховный Совет СССР 5-го созыва[61].
- 17 марта — в силу вступила Конвенция ООН о Межправительственной морской консультативной организации (ИМКО)[62].
- 18 марта — в Москве открылся первый Международный конкурс пианистов и скрипачей им. Чайковского. Первое место среди пианистов завоевал пианист из США Ван Клиберн. Среди скрипачей первую премию завоевал советский скрипач Валерий Климов[63].
- 19 марта — король Непала Махендра под давлением оппозиционных политических партий образовал комиссию по выработке новой конституции[64].
- 20 марта — Совет министров СССР принял постановление о развитии в СССР жилищно-строительных и дачно-строительных кооперативов[65].
- 24 марта
  - Генеральный секретарь ООН Даг Хаммаршельд прибыл в СССР с четырёхдневным официальным визитом[66].
  - Элвис Пресли был призван в армию и стал рядовым № 53310761[67].
- 25 марта
  - Ядерная гонка: Бундестаг ФРГ принял закон об оснащении бундесвера атомным оружием[68].
  - Совершил первый полёт канадский истребитель-перехватчик Avro Canada CF-105 Arrow[69][70].
- 26 марта
  - Пленум ЦК КПСС, обсудивший вопрос об отставке Н. А. Булганина с поста Председателя Совмина СССР[71].
  - Совет министров Демократической Республики Вьетнам объявил об очередном сокращении Вьетнамской народной армии[72].
  - В Лос-Анджелесе состоялась 30-я церемония вручений кинопремии Оскар. 7 наград академии, в том числе Оскар за лучший фильм получила картина Мост через реку Квай[73].
- 27 марта — на сессии Верховного Совета СССР отправлен в отставку Председатель Совета Министров СССР маршал Николай Булганин. Первый секретарь ЦК КПСС Н. С. Хрущёв лично возглавил правительство СССР (до 14 октября 1964 года)[74].
- 31 марта
  - Ядерная гонка: СССР объявил об одностороннем прекращении ядерных испытаний, призвав США и Великобританию последовать его примеру[75].
  - Председателем Совета Министров РСФСР назначен Д. С. Полянский (до 23 ноября 1962 года)[76].
  - В СССР издан закон о реорганизации машинно-тракторных станций (МТС) в ремонтно-технические станции (РТС) с передачей их техники в колхозную собственность[77].

### Апрель
- 1 апреля — Постановление ЦК КПСС, СМ СССР и ВЦСПС о переводе на семи- и шестичасовой рабочий день и упорядочении заработной платы рабочих и служащих ряда отраслей тяжёлой промышленности[78].
- 4—7 апреля — в рамках кампании за ядерное разоружение в Великобритании прошёл первый Олдермастонский поход[79].
- 6 апреля — Катастрофа Vickers Viscount во Фриленде.
- 9 апреля — Кубинская революция: в Гаване начата всеобщая общенациональная забастовка под руководством Движения 26 июля и Народно-социалистической партии Кубы. Подавлена армией[34].
- 11 апреля — в Тунисе принят декрет о проведении аграрной реформы в долине Нижней Меджерды, ограничивший крупное землевладение в этом районе[80].
- 12 апреля — в Колумбии Либеральная и Консервативная партии заключили соглашение о продлении действия их правящей коалиции на 16 лет при условии, что на посту президента будут чередоваться представители этих партий[81].
- 14 апреля — «Спутник-2» (второй космический аппарат на орбите Земли и первый с пассажиром на борту) вошёл в плотные слои атмосферы и сгорел[82][83].
- 15 апреля
  - Четвёртая французская республика: Национальное собрание Франции вынесло вотум недоверия правительству Феликса Гайяра после военного конфликта в Тунисе[84].
  - В Аккре (Гана) открылась Аккрская конференция руководителей всех восьми независимых стран Африки — Ганы, Либерии, Ливии, Марокко, Египта, Судана, Туниса и Эфиопии[85].
- 15—18 апреля — в Москве прошёл XIII съезд ВЛКСМ. Новым Первым секретарём ЦК ВЛКСМ избран В. Е. Семичастный[86].
- 17 апреля — в Брюсселе открылась Всемирная выставка (до 19 октября). Первая всемирная выставка после Второй мировой войны. Символом выставки стал Атомиум[87].
- 21 апреля
  - В СССР учреждено Общество дружественных и культурных связей со странами Арабского Востока[88].
  - На Мальте премьер-министр Доминик Минтофф объявил британские условия интеграции Мальты и Великобритании неприемлемыми, после чего подал в отставку. Поскольку сформировать новое правительство не удалось, британский губернатор Роберт Лейкок принял на себя управление островом (вследствие массовых демонстраций в столице губернатор 30 апреля ввёл чрезвычайное положение)[89]. Самоуправление Мальты временно отменено[90].
  - Над Лас-Вегасом столкнулись самолёты Douglas DC-7 и F-100 Super Sabre, погибли 49 человек.
- 22 апреля — в Ла-Пасе начались антиправительственные демонстрации против передачи правительством Боливии компаниям США в концессию нефтеносных земель[91].
- 23 апреля — в Пекине подписан Договор о торговле и мореплавании между СССР и КНР[16].
- 24 апреля
  - В Камбодже сформировано правительство Сим Вара (до 22 июня 1958 года)[7].
  - Сенат Чили издал закон об амнистии всех политзаключённых, осуждённых до 31 декабря 1957 года. В Чили началось массовое освобождение узников из концентрационных лагерей[92].
- 25 апреля
  - После безуспешных дебатов по вопросу о пенсионной системе распущен риксдаг Швеции и назначены новые парламентские выборы[93].

- 28 апреля

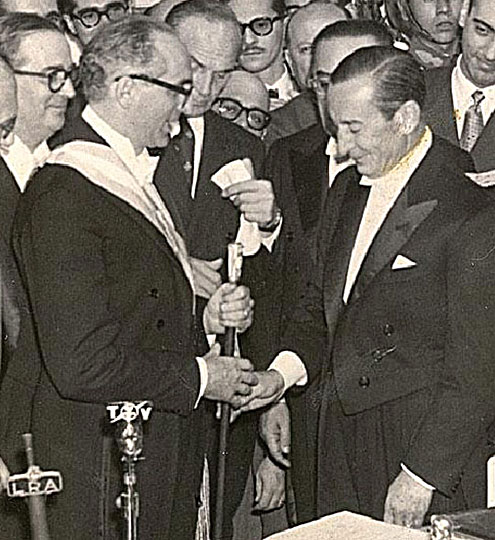
1 мая: инаугурация президента Аргентины Артуро Фрондиси, избранного на этот пост после многолетнего военного правления

  - Великобритания передала Австралии остров Рождества, находившийся в составе колонии Сингапур[94].
  - В Танжере открылась трёхдневная конференция политических партий стран Магриба[95].
- 29 апреля
  - Ядерная гонка: заявление министра иностранных дел СССР А. А. Громыко «О принятии срочных мер к прекращению полётов военных самолётов Соединённых Штатов Америки, вооружённых атомными и водородными бомбами, в направлении границ Советского Союза». В тот же день вопрос рассматривался Советом Безопасности ООН[96].
  - Катастрофа Ан-10 под Воронежем.
- 30 апреля — в Гаити произошла попытка государственного переворота, жестоко подавленная президентом Франсуа Дювалье[97].
- Апрель — безработица в Детройте достигла 20 %, обозначив тем самым пик рецессии 1958 года в США[98][99].

### Май
- 1 мая
  - Ядерная гонка: заявление ТАСС с опровержением утверждения министра иностранных дел Норвегии Хальварда Ланге о создании советских ракетных баз в ГДР, Польше и Чехословакии[96].
  - На пост президента Аргентины вступил Артуро Фрондиси (до 29 марта 1962 года)[100].
  - Вступило в силу соглашение о создании Северного паспортного союза между скандинавскими странами[101].
  - В Южной Корее в связи с парламентскими выборами на четыре дня введено чрезвычайное положение на всей территории страны. Выборы прошли 2 мая[102].
- 2 мая
  - Британские власти ввели в Адене чрезвычайное положение из-за постоянных нападений йеменских кочевых племён[103].
  - В Колумбии офицеры полиции совершили неудачную попытку государственного переворота[81].
- 3 мая
  - Кубинская революция: совещание руководства кубинских повстанцев в Лос-Альтос-де-Момпье (Сьерра-Маэстра). Фидель Кастро назначен Генеральным секретарём Движения 26 июля и Главнокомандующим всеми революционными вооружёнными силами Кубы[104].
- 5 мая
  - Оттепель: Московский городской суд реабилитировал П. А. Флоренского[105].
  - Франкизм: оппозиционные партии Испании, включая Коммунистическую партию Испании, провели День национального согласия с бойкотом общественного транспорта Мадрида — первое общенациональное политическое выступление после окончания Гражданской войны в 1939 году[106].
- 5—23 мая — Большой скачок: в Пекине прошла вторая сессия VIII Всекитайского съезда Коммунистической партии Китая. Сессия приняла предложенный Мао Цзэдуном курс «Трёх красных знамён»: «Генеральная линия», «Большой скачок», «Народные коммуны»[107].

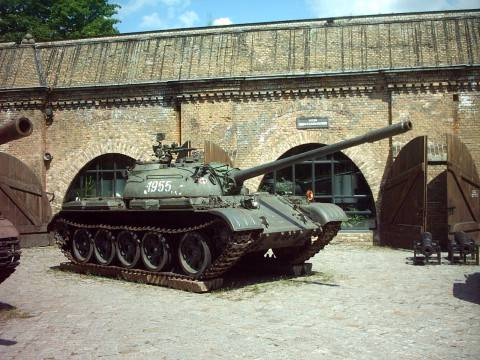
8 мая: принят на вооружение новый советский танк Т-55

- 7 мая — Катастрофа Ил-18 под Шереметьевом — первое происшествие в истории данного самолёта.
- 8 мая
  - Государственный секретарь США Даллес в западноберлинском парламенте заявил, что любое нападение на Западный Берлин будет расцениваться как агрессия против коалиции западных государств[2].
  - На вооружение Советской Армии принят танк Т-55[108].
  - На пост президента Коста-Рики вступил Марио Хосе Эчанди Хименес (до 8 мая 1962 года)[109].
  - В пригороде Рио-де-Жанейро Мангуэйре столкнулись 2 пригородных поезда, погибли 128 человек, около 300 ранены[110][111].
- 12 мая — Ядерная гонка: США и Канада сформировали Командование воздушно-космической обороны Северной Америки[112].
- 13 мая
  - Четвёртая французская республика: Национальное собрание Франции после 28-дневного правительственного кризиса утвердило новое правительство во главе с Пьером Пфлимленом (до 1 июня 1958 года)[113].
  - Во Французском Алжире начался антиправительственный мятеж с участием армии и французских колонистов. Восставшие потребовали прихода к власти французского правительства, способного сохранить Алжир за Францией. В г. Алжир сформирован Комитет общественного спасения во главе с генералом Жаком Массю[113].
- 14 мая
  - После того, как в Индонезию были поставлены первые советские суда и военные самолёты, правительство СССР опубликовало заявление о поддержке Индонезии[114].
  - Ливанский кризис 1958 года: Государственный департамент США заявил о поставках оружия Ливану, где началось восстание против президента Камиля Шамуна[115].
- 15 мая
  - В СССР запущен «Спутник-3» — третий советский искусственный спутник Земли.
  - Четвёртая французская республика: после тайных переговоров с президентом Франции Рене Коти и другими ведущими политиками генерал Шарль де Голль объявил, что готов принять власть во Франции для разрешения кризиса[116].
  - Из состава британской Нигерии выведен Южный Камерун, получивший статус автономного района[117].
- 16 мая — пилот ВВС США Уолтер В. Ирвин на истребителе Локхид F-104 «Старфайтер» установил мировой рекорд скорости, достигнув 2259,82 км/ч[118].
- 17 мая — в Греции сформировано третье правительство Константиноса Караманлиса (до 20 сентября 1961 года)[55].
- 19 мая — сформировано правительство Арабской Федерации в составе Ирака и Иордании. Правительство возглавил Нури аль-Саид (Ирак) (до 14 июля 1958 года)[119].
- 20 мая — над Брансуиком (Мэриленд) столкнулись самолёты Vickers Viscount и Lockheed T-33A Shooting Star, погибли 12 человек. Катастрофа привела к упразднению Управления гражданской аэронавтики и появлению Федерального управления гражданской авиации США (FAA).
- 22 мая
  - В Аргентине принят закон об амнистии, разрешавший возвращение политических эмигрантов. Освобождены политические заключённые[100].
  - В Панаме в связи с антиамериканскими выступлениями и требованиями возврата Панамского канала введено чрезвычайное положение[120].
- 23 мая 
  - завершилась Вторая сессия VIII съезда Коммунистической партии Китая, одобрившая курс «Трёх красных знамён». Китайская Народная Республика вступила в эпоху «Большого скачка»
  - в Венесуэле принят новый избирательный закон, утверждающий всеобщее избирательное право и обязательное голосование[121].
- 24 мая — Четвёртая французская республика: восставшие французские парашютисты из Алжира захватили остров Корсика[122]. Генерал Рауль Салан назначил полковника Томазо военным и гражданским губернатором острова[123].
- 24 мая—1 июня — в Токио (Япония) прошли III Азиатские игры[124].
- 25 мая
  - Кубинская революция: кубинская армия начала наступление в горах Сьерра-Маэстра с целью ликвидации повстанческого движения во главе с Фиделем Кастро[125].
  - Прошёл V пленум Центрального комитета Коммунистической партии Китая. Маршал Линь Бяо избран первым заместителем Председателя ЦК КПК Мао Цзэдуна[107].
- 27 мая
  - На Цейлоне объявлено чрезвычайное положение из-за наводнения, забастовок и конфликтов на этнической почве[2].
  - Первый полёт американского истребителя-бомбардировщика F-4 «Фантом» II[126].
- 28 мая
  - Постановлением Совета Министров СССР путём объединения Всесоюзных промышленной, сельскохозяйственной и строительной выставок создана Выставка достижений народного хозяйства СССР (ВДНХ СССР)[127].
  - Оттепель: Постановление ЦК КПСС «Об исправлении ошибок в оценке опер „Великая дружба“, „Богдан Хмельницкий“ и „От всего сердца“»[105].
  - Четвёртая французская республика: отставка правительства Пьера Пфлимлена во Франции[116].
- 29 мая — в ГДР отменены продовольственные карточки[128].
- 30 мая — Новое государство в Португалии: в Португалии заключено соглашение оппозиционных сил: левые сняли кандидатуру адвоката Арлинду Висенти на президентских выборах 8 июня в пользу единого оппозиционного кандидата генерала Умберту Делгаду[129].

### Июнь
- 1 июня
  - Четвёртая французская республика: премьер-министром Франции назначен генерал Шарль де Голль (до 8 января 1959 года). На следующий день он получил чрезвычайные полномочия и разрешение на разработку новой конституции Франции. Начался переходный период к созданию Пятой республики[116].
  - Первая тресковая война: Исландия объявила об увеличении своей рыболовецкой зоны с 4 до 12 морских миль (решение вступило в силу 1 сентября)[130]
- 2 июня
  - В Найроби сформирован Государственный совет британской Кении с участием представителей африканского населения[131].
  - В Калифорнии (США) открыт для публики замок Херста[132].
  - Катастрофа L-749 под Гвадалахарой. Погибли 45 человек (на то время – крупнейшая авиакатастрофа в Мексике).
- 4 июня — социалисты У Ба Све, У Чжо Нейн и их сторонники вышли из правительства Бирмы. Премьер-министр У Ну сформировал кабинет из своих сторонников[133].
- 7 июня — военный вертолёт США вторгся в воздушное пространство ГДР и был принуждён совершить посадку[2].
- 8 июня — Новое государство в Португалии: президентские выборы в Португалии. Новым президентом избран правительственный кандидат адмирал Америку Томаш (76,4 % голосов)[134].
- 9 июня
  - Правительство Бирмы во главе с У Ну получило вотум доверия в парламенте с перевесом в несколько голосов[133].
  - Катастрофа Ил-12 под Магаданом — крупнейшая в истории Магаданской области (24 погибших).
- 13 июня
  - В Научно-исследовательском институте атомной энергии Академии наук Китайской Народной Республики вступил в строй первый экспериментальный ядерный реактор, построенный при содействии СССР[135][136].
  - В Лаосе произошло объединение правящих партий Као На и Се Ри в партию „Объединение народа Лаоса“ (Лао Лум Лао) во главе с Суванна Фумой[137].
  - Катастрофа стратегического бомбардировщика «Ту-16» у деревни Хотово Московской области, погиб весь экипаж, 6 человек и 8 человек на земле[138].
- 15 июня — заложена принципиально новая советская подводная лодка К-27[139].
- 17 июня
  - Министерство юстиции Венгерской Народной Республики сообщило о вынесении приговоров по делу бывших руководителей страны и о казни бывшего премьер-министра Венгрии Имре Надя (повешен 16 июня)[140]
  - В Лаосе создана правая политическая группировка Комитет защиты национальных интересов, осудившая власть за коррупцию и за переговоры с Патриотическим фронтом Лаоса[141].
  - Франция и Тунис заключили соглашение о новом статусе французских войск в Тунисе[142].
- 19 июня — опубликован «план Макмиллана» по урегулированию проблемы Кипра[143].

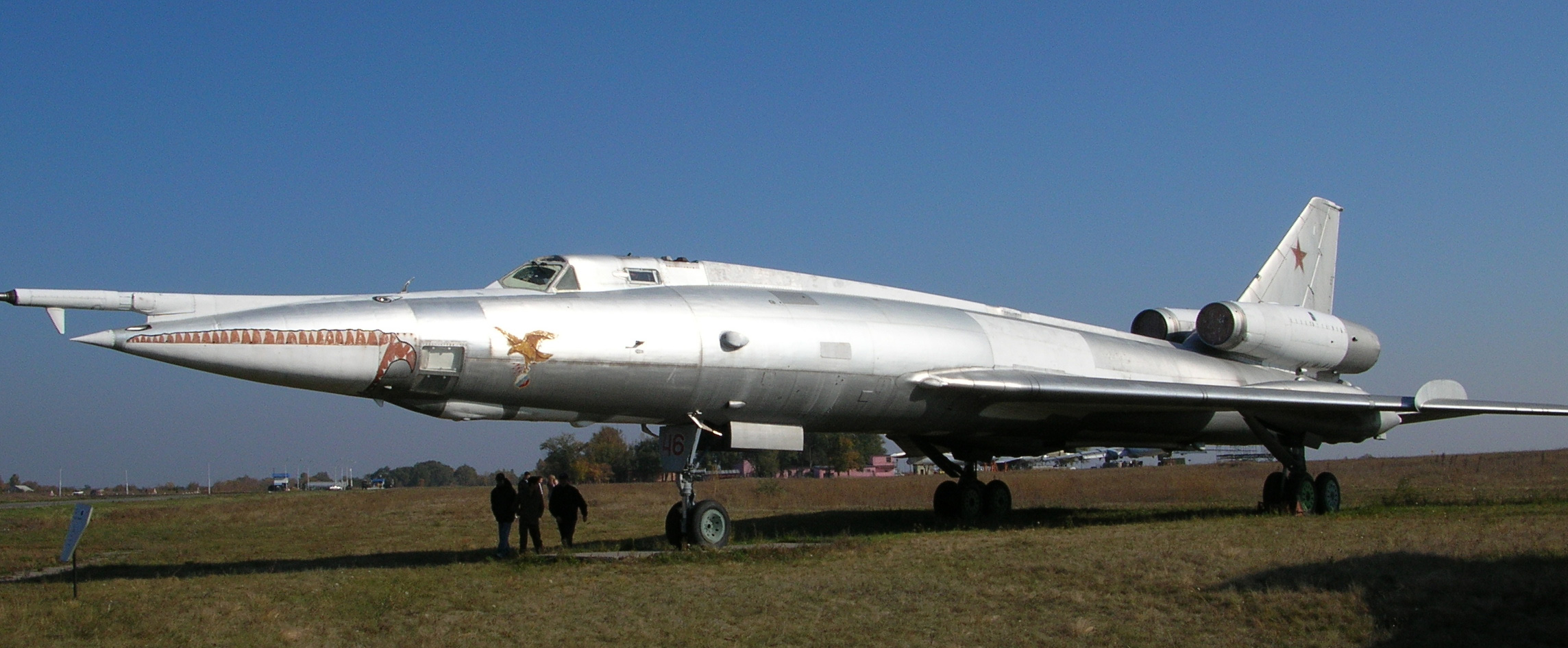
21 июня: первый полёт советского бомбардировщика Ту-22

- 20 июня — Индонезия запретила деятельность голландской нефтяной компании «Shell»[2].
- 21 июня — советский дальний сверхзвуковой бомбардировщик Ту-22 совершил свой первый полёт[144].
- 25 июня — подписан советско-афганский протокол о совместном проведении работ по комплексному использованию пограничного участка реки Амударьи[145].
- 27 июня — самолёт ВВС США С-118 (личный самолёт главы ЦРУ Аллена Даллеса) по ошибке нарушил воздушное пространство СССР над территорией Армении и был сбит советским истребителем МИГ-17П, все 9 членов экипажа остались живы и 7 июля были переданы США[2].
- 29 июня — в финале Чемпионата мира по футболу, проходившем в Стокгольме, сборная Бразилии победила сборную Швеции со счётом 5-2[146].
- 30 июня — на станции Капитолово Октябрьской железной дороги потерпел крушение пригородный поезд Приозёрск-Ленинград. 30 человек погибло, 175 было ранено[147].

### Июль
- 1 июля
  - Парламент Индонезии отменил формирование национальной армии на добровольной основе и принял закон о введении воинской повинности для мужчин от 18 до 40 лет[58].
  - На шахте "Карбонит" (г. Первомайск, Луганская область, Украинская ССР) произошёл взрыв газа, погибли 18 человек[148].
- 2 июля — после отставки правительства Адоне Дзоли (19 июня) Аминторе Фанфани сформировал новое двухпартийное правительство Италии из представителей ХДП и социал-демократов (до 15 февраля 1959 года)[149][150].
- 3 июля
  - В Тегеране СССР и Иран произвели обмен нотами об утверждении протоколов демаркации и редемаркации государственной границы между этими странами[151].
  - Холодная война: США и Великобритания заключили соглашение о сотрудничестве в области создания ядерных вооружений[2].
  - Холодная война: подписано соглашение о создании военных баз США на территории Канады[112].

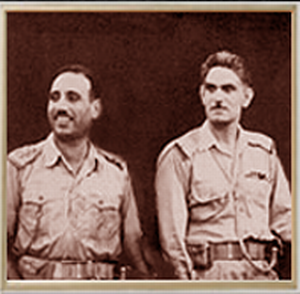
14 июля: Лидеры Июльской революции в Ираке генералы Абдель Керим Касем и Абдель Салям Ареф

- 5 июля — американская экспедиция совершила первое восхождение на Гашербрум I (Хидден-пик), 11-ю по высоте вершину мира[152].
- 6—10 июля — в Москве прошёл XIV чемпионат мира по спортивной гимнастике. Сборная СССР заняла первое место в общекомандном зачёте[153].
- 7 июля — Бурят-Монгольская АССР указом Президиума Верховного Совета СССР переименована в Бурятскую АССР. Усть-Ордынский и Агинский Бурят-Монгольские национальные округа потеряли в своём названии слово «монгольский» и стали просто Бурятскими[154].
- 8 июля — ВВС Великобритании подвергли бомбардировке город Хариб в Йемене[103].
- 9 июля
  - Кубинская революция: на Кубе повстанцы Фиделя Кастро нанесли поражение правительственной армии в районе Хигуэй[34].
  - Огромный оползень вызвал волну рекордной высоты (524 м), которая со скоростью 160 км/ч прокатилась по узкому, похожему на фьорд заливу Литуя на Аляске, США[155].
- 10 июля
  - В Камбодже сформировано правительство во главе с принцем Сиануком (до 19 апреля 1960 года)[156].
  - Британские власти в Южном Йемене приняли решение об изгнании оппозиционно настроенного султана Лахаджа[103].
  - Армия Индонезии высадила воздушные десанты в районе мятежа на севере острова Сулавеси[58].
  - В Рио-де-Жанейро Жуан Жилберту записал первую песню в жанре босса-нова Chega de Saudade[157].
- 13 июля
  - Заключено соглашение о выплате Египтом компенсаций бывшим акционерам национализированного Суэцкого канала в сумме более 23 миллионов египетских фунтов[158].
  - Авиакатастрофа в Хотово Щёлковского района Московской области: Ту-16 ГКНИИ ВВС при посадке на аэродром в сильный дождь врезался в жилые дома деревни. Погибли 6 из 7 членов экипажа и 7 человек на земле[147].

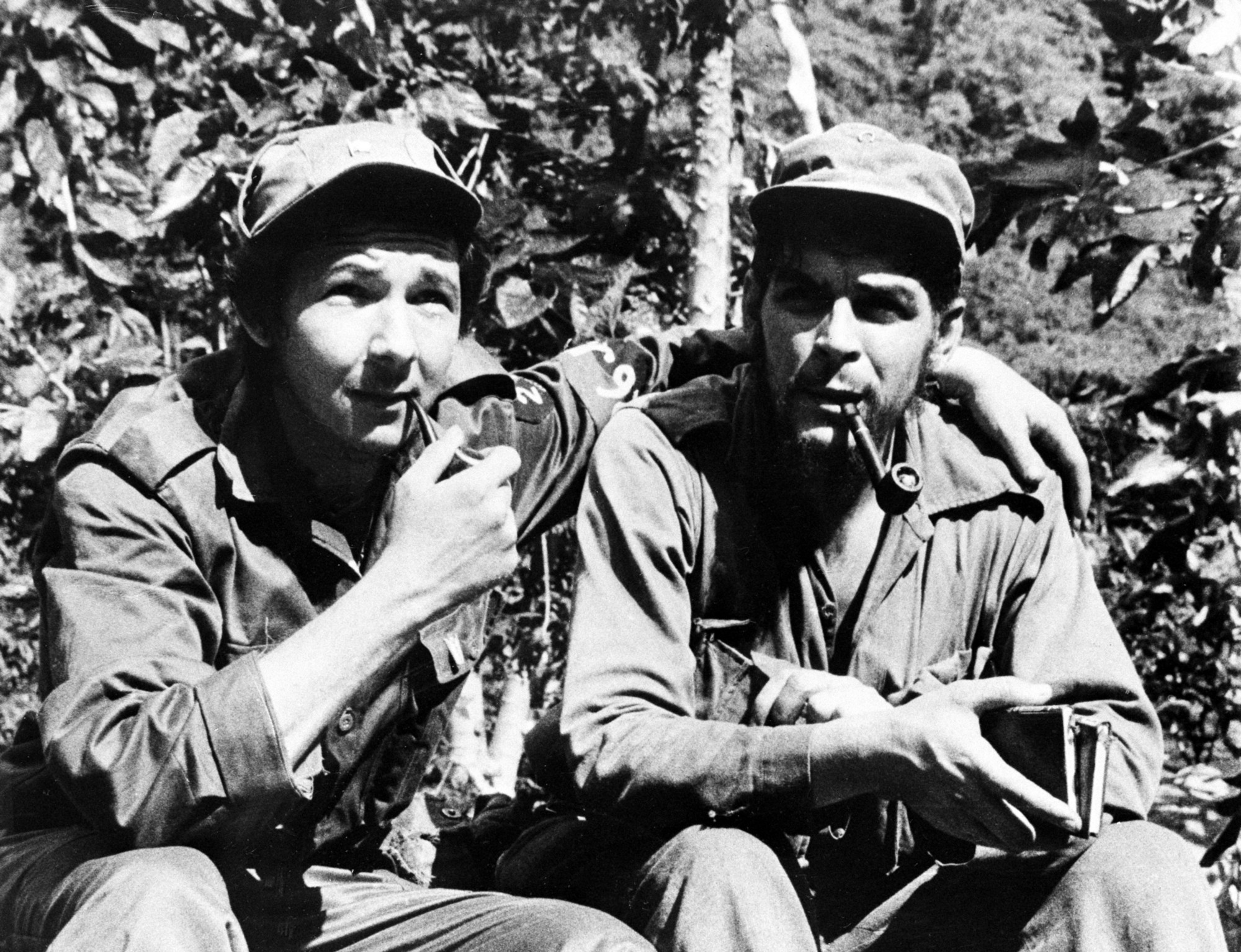
Кубинская революция: Рауль Кастро и Эрнесто Че Гевара во время военной кампании повстанцев в 1958 году

- 14 июля — Июльская революция в Ираке: армия свергла монархию в Ираке. Король Фейсал II убит, провозглашена республика, к власти пришёл генерал Абдель Керим Касем (свергнут 8 февраля 1963 года)[159].

- 15 июля

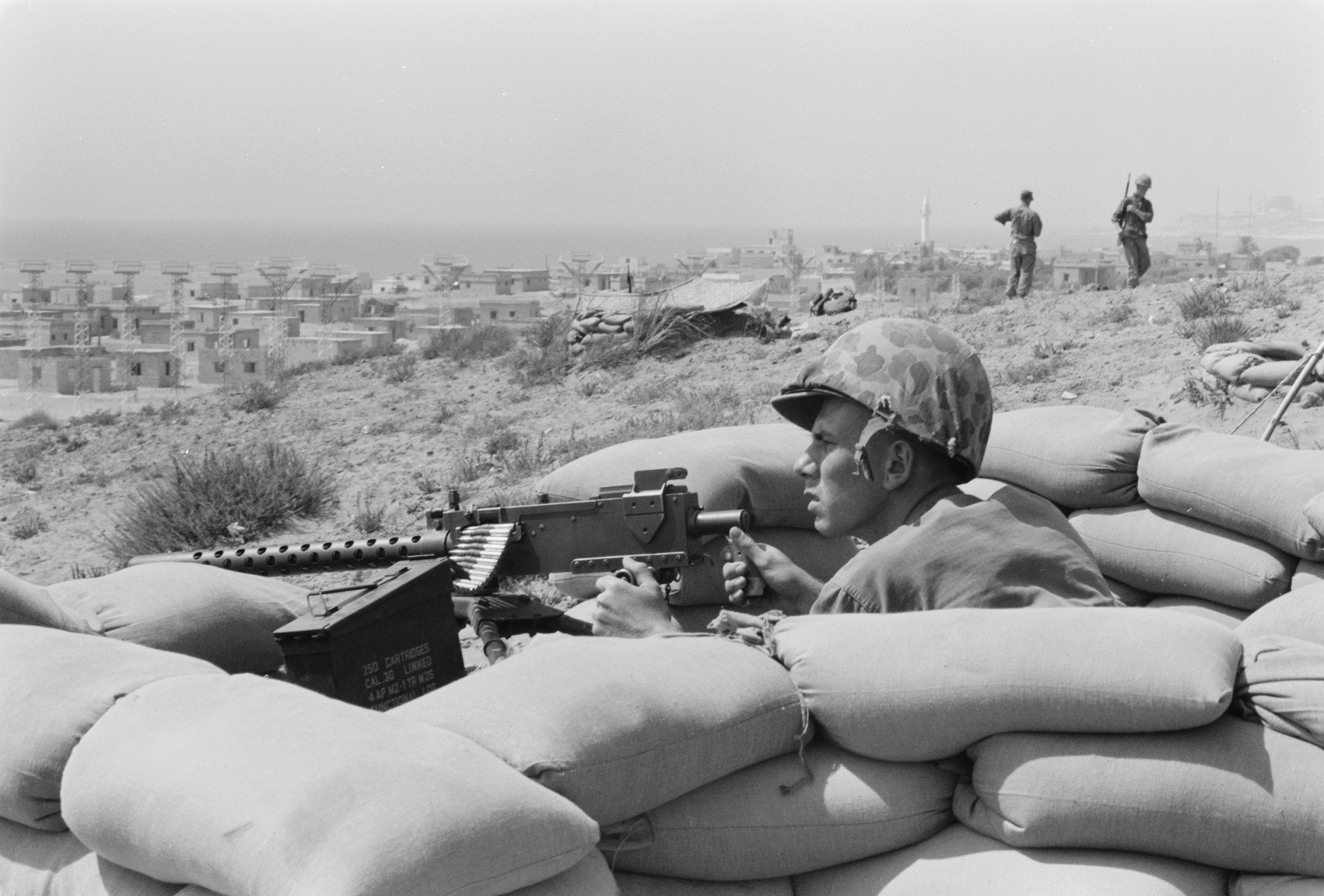
15 июля: армия США высаживается в Ливане

  - Ливанский кризис 1958 года: в связи с переворотом в Ираке, по просьбе президента Ливана Камиля Шамуна, в Бейруте высадились 5000 морских пехотинцев США, чтобы поддержать прозападное правительство страны[2][160].
  - Июльская революция в Ираке: Ирак денонсировал договор об Арабской федерации с Иорданией[159].
  - В Лондоне начались переговоры между Великобританией и султанами британского Южного Йемена[161].
  - ЮАС восстановил в полном объёме своё членство в ООН[2].
- 17 июля — Ливанский кризис 1958 года: британская армия введена в Иорданию (до 2 ноября)[162].
- 18—19 июля — восстановлены дипломатические отношения между СССР и Республикой Ирак[163].
- 19 июля
  - Правительство Лаоса объявило о нормализации положения в стране и полном выполнении условий Женевских соглашений 1954 года. Премьер-министр Суванна Фума направил просьбу о прекращении деятельности Международной комиссии по наблюдению и контролю в Лаосе. Деятельность комиссии прервана на неопределённое время[141].
  - Объединённая Арабская Республика и Ирак подписали Договор о совместной обороне (с 20 июля в отношениях между ОАР и Иорданией возникла напряжённость)[2].
  - Руководитель СССР Н. С. Хрущёв предложил провести 22 июля встречу глав государств для обсуждения положения на Ближнем Востоке (США, Великобритания и Франция заявили, что этот вопрос следует рассмотреть на Совете Безопасности ООН)[2].
- 20 июля
  - Кубинская революция: оппозиционные организации Кубы на совещании в Каракасе приняли решение о создании единого Гражданско-революционного фронта и т. н. Каракасский пакт, подтвердивший необходимость вооружённой борьбы против диктатуры Фульхенсио Батисты. Тем не менее, коммунисты отказались присоединиться к фронту[34].
  - Июльская революция в Ираке: в Ираке объявлена амнистия[164].
- 23 июля — попытка военного переворота в Венесуэле, возглавленная министром обороны полковником Хесусом Кастро Леоном. Подавлена на следующий день[165].
- 24 июля
  - Июльская революция в Ираке: СССР направил Турции памятную записку с предостережением от вторжения турецкой армии в Ирак[166].
  - В Тунисе передана в руки тунисских специалистов Служба тунисской гражданской авиации, находившаяся под управлением граждан Франции[142].

- 26 июля
  - Июльская революция в Ираке: принята временная конституция Иракской республики[159].
  - Кубинская революция: на Кубе повстанцы Фиделя Кастро заставили правительственную армию отступить после боёв при Санто-Доминго[34].
- 29 июля
  - Калмыцкая автономная область преобразована в Калмыцкую Автономную Советскую Социалистическую Республику[167].
  - Небольшая группа гаитян, преимущественно бывших офицеров, высадилась в Порт-о-Пренсе, столице Гаити, надеясь захватить власть. Служба безопасности президента Франсуа Дювалье легко подавила этот мятеж, однако сам Дювалье был настолько напуган происходящим, что подумывал о бегстве из страны[97][168].
  - Создано Национальное управление США по аэронавтике и исследованию космического пространства (НАСА)[169].

- 31 июля

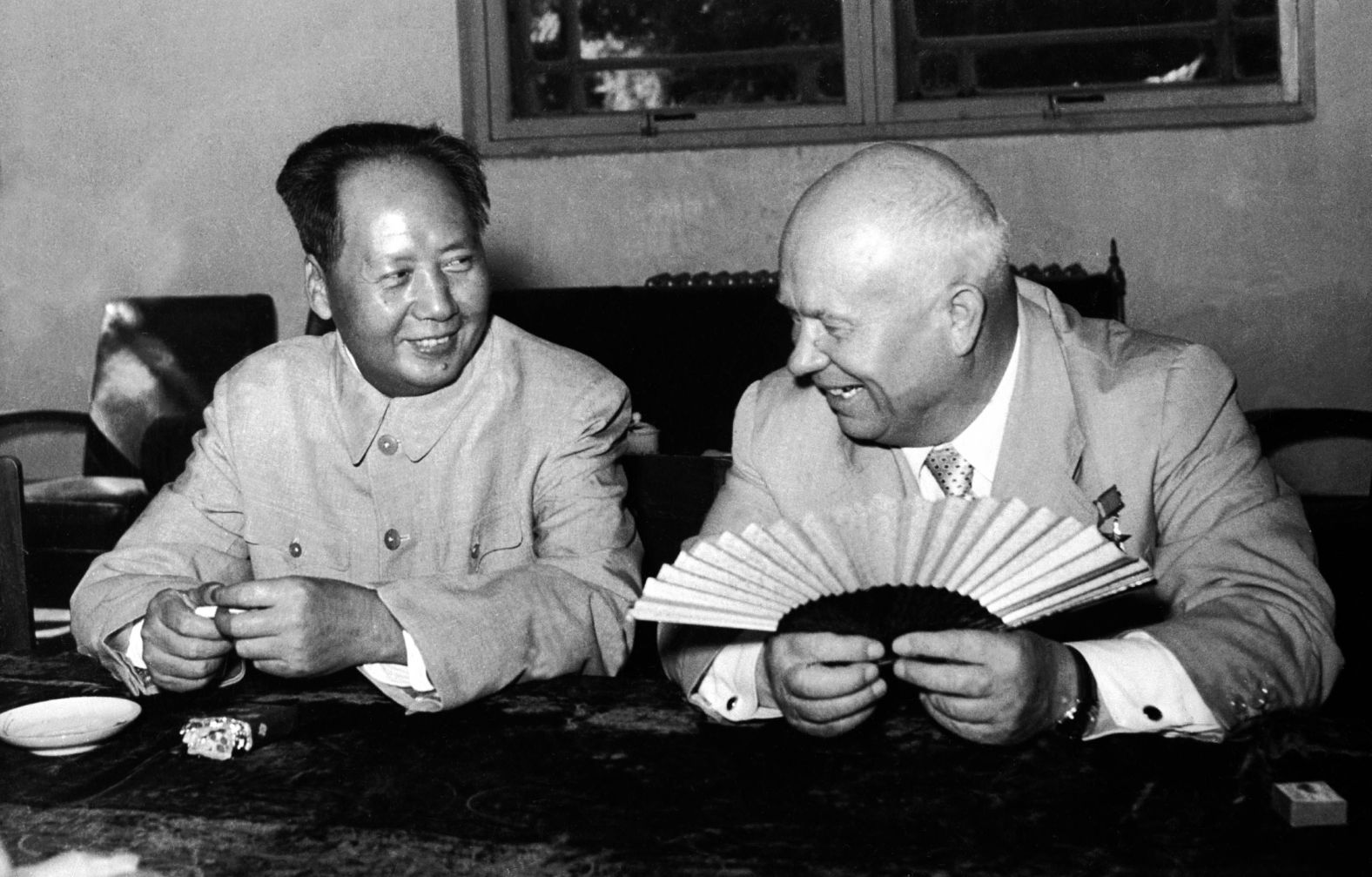
31 июля: Мао Цзэдун и Н. С. Хрущёв на переговорах в Пекине

  - Председатель Совета Министров СССР Н. С. Хрущёв посетил с официальным визитом Пекин и вместе с Мао Цзэдуном призвал прекратить ядерные испытания, ликвидировать иностранные военные базы и провести конференцию глав государств[16].
  - В Афганистане с советской помощью начались работы по строительству первой очереди автогужевой дороги через перевал Саланг[145].
  - Конгресс Гаити предоставил президенту страны Франсуа Дювалье диктаторские полномочия на 6 месяцев[168].
  - В СССР учреждено Общество советско-вьетнамской дружбы[167].
- Июль
  - В США начались продажи хула-хупов[170].
  - Завершён вывод советских войск из Румынии (находились там с 1944 года)[171].

### Август
- 2 августа
  - Греция и Албания подписали протокол о завершении разминирования пролива Корфу[55].
  - Арабская Федерация: король Иордании Хусейн бен Талал объявил об аннулировании Хартии о федерации Иордании и Ирака[162].
  - Катастрофа стратегического бомбардировщика «Ту-16» в Белоруссии, погиб весь экипаж, 6 человек[138].
- 5 августа — в Чили отменён репрессивный закон «О защите демократии» от 3 сентября 1948 года и легализована Коммунистическая партия Чили[92].
- 7 августа — на пост президента Колумбии вступил Альберто Льерас Камарго (до 7 августа 1962 года)[172].
- 8 августа — подписано соглашение о содействии СССР в строительстве и реконструкции 47 промышленных предприятий КНР[16].
- 9 августа — на пост президента Португалии вступил адмирал Америку ди Деуш Родригиш Томаш (смещён 25 апреля 1974 года)[173].
- 14 августа
  - Введена в действие конституция британской колонии Сьерра-Леоне[174].
  - Великобритания, Франция и другие страны НАТО объявили о сокращении ограничений на торговлю с СССР, его союзниками и с КНР. Однако США сохранили эмбарго на торговлю с Китаем, КНДР и ДРВ[2].
  - Катастрофа L-1049 под Шанноном.
- 15 августа
  - В Бирме после объявления амнистии легализовалась Партия народных товарищей. Остальные антиправительственные партии отвергли амнистию[175].
  - Первая катастрофа реактивного самолёта в СССР: под Хабаровском в сложных погодных условиях разбился Ту-104, направлявшийся в Иркутск. Погибли 64 человека.
- 18 августа
  - В Лаосе сформировано коалиционное правительство Фуи Сананикона (до 31 декабря 1959 года). Бывший премьер-министр принц Суванна Фума отправлен послом во Францию[176].
- 23 августа
  - Начались массовые беспорядки в Грозном[177].
  - Тайваньский кризис 1958 года: войска КНР начали обстрелы острова Кинмен, расположенного вблизи материкового Китая, но находящегося под управлением правительства Тайваня[2].
- 25 августа — в Японии началась продажа лапши быстрого приготовления[178].
- 27 августа — Ядерная гонка: Операция Аргус: США начали серию ядерных испытаний в южной Атлантике[179].
- 29 августа
  - Большой скачок: Политбюро ЦК КПК приняло решение о создании по всей Китайской Народной Республике «народных коммун», с обобществлением личной собственности членов коммун и военизацией их быта[180].
- 29 августа — 4 сентября — установлены дипломатические отношения между СССР и Королевством Марокко[181].
- 31 августа — Кубинская революция: кубинские повстанцы начали переход из Сьерра-Маэстры в центральные районы Кубы. В провинции Лас-Вильяс и Орьенте направлены две колонны под командованием Эрнесто Че Гевары и Камило Съенфуэгоса[34].

### Сентябрь
- 1 сентября
  - В Навои (Узбекистан) основан Навоийский горно-металлургический комбинат, один из крупнейших мировых производителей урана и золота[182].
  - Первая тресковая война: исландские патрульные корабли начали задерживать британские рыболовецкие суда в 19-километровой зоне, объявленной территориальными водами Исландии[2].
- 2 сентября — самолёт ВВС США С-130 нарушил воздушное пространство СССР над территорией Армении и был сбит, 13 человек погибли[183].
- 3 сентября
  - Апартеид: премьер-министром Южноафриканского Союза стал идеолог апартеида Хендрик Фервурд (убит 6 сентября 1966 года), сменивший Йоханнеса Стрейдома, скончавшегося 24 августа[184][185].
  - Американский певец Поль Робсон дал концерт в пионерском лагере Артек[186].
- 4 сентября
  - Тайваньский кризис 1958 года: Китайская Народная Республика объявила об установлении ширины территориальных вод КНР в 12 морских миль, включая остров Тайвань и прилегающие архипелаги. Запрещён вход иностранных судов в территориальные воды без согласия правительства КНР[187].
  - Учреждено Общество «СССР — Индонезия»[188].
- 5 сентября
  - Пленум ЦК КПСС принял решение о созыве внеочередного XXI съезда КПСС и вывел бывшего главу Советского правительства Н. А. Булганина из состава Президиума ЦК КПСС (26 ноября Булганин лишён звания Маршала Советского Союза, 30 декабря назначен председателем Ставропольского Совнархоза)[77].
  - Попытка угона Ил-14 в Йыхви.
- 6 сентября
  - Султанат Оман передал Пакистану порт Гвадар на побережье Белуджистана[189].
  - Национальное собрание Ганы приняло решение о передаче государству всей собственности, прав и привилегий вождя Ашанти, обвинённого в поддержке оппозиции режиму Кваме Нкрумы[13].
- 7 сентября
  - В Венесуэле офицеры Хосе Эли Мендоса и Диас Монкада Видаль предпринимают неудачную попытку свержения временного режима адмирала Вольфганга Ларрасабаля, стремясь не допустить проведения всеобщих выборов[165].
  - Катастрофа Ил-14 под Актюбинском.
- 8 сентября
  - На праздновании 10-летия КНДР Ким Ир Сен провозгласил программу строительства социализма на ближайшие 6—7 лет[190].
- 9 сентября — Тайваньский кризис 1958 года: в СССР опубликовано послание Н. С. Хрущёва президенту США Дуайту Эйзенхауэру по Тайваньскому кризису. Хрущёв заявил, что нападение США на Китайскую Народную Республику будет расценено как нападение на СССР[16].
- 10 сентября — подписаны документы о демаркации государственной границы между СССР и Польской Народной Республикой, а также о разграничении территориальных вод на участке, прилегающем к Балтийскому морю, и в Гданьском заливе[191].

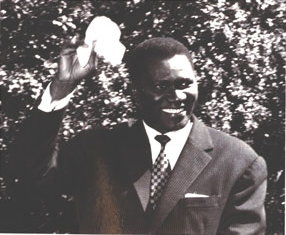
28 сентября: Французская Гвинея голосует против новой конституции Франции и 2 октября Ахмед Секу Туре провозглашает независимую Гвинейскую Республику

- 11 сентября — Тайваньский кризис 1958 года: Первый секретарь ЦК КПСС Н. С. Хрущёв выступил на стотысячном митинге на Площади Павших борцов в Сталинграде и подтвердил намерение СССР вступить в войну на стороне КНР в случае нападения на неё со стороны США[192].
- 12 сентября
  - Тайваньский кризис 1958 года: опубликовано послание Дуайта Эйзенхауэра Н. С. Хрущёву с просьбой повлиять на позицию КНР в разрешении Тайваньского кризиса[193].
  - Джек Килби, сотрудник компании Texas Instruments, впервые продемонстрировал интегральную схему, состоящую из транзисторов и конденсаторов на одной полупроводниковой пластине[194].
  - Катастрофа стратегического бомбардировщика «Ту-16» в Калининской области, погиб весь экипаж, 6 человек[138].
- 13 сентября — в Индийском океане в территориальных водах султаната Оман столкнулись на полном ходу два танкера с грузом сырой нефти: французский «Фернай Жильбер» (англ. «Fernai Jilbert») и либерийский «Мелика»[англ.]. После сильного удара и последовавших за ним взрывов и пожара оба корабля затонули. Трагедия привела к гибели 21 человека[195].
- 14 сентября
  - В Бухенвальде прошло торжественное открытие мемориала жертвам нацистского концлагеря[128].
  - Премьер-министр Франции генерал Шарль де Голль встретился с федеральным канцлером ФРГ Конрадом Аденауэром в своём имении Коломбэ ле дэз Эглиз. Начало франко-германского сближения[35].
- 15 сентября — в Индонезии принят закон, благоприятствующий иностранным капиталовложениям в экономику страны[17].
- 17 сентября — Тайваньский кризис 1958 года: опубликована направленная Японии нота правительства СССР в связи с использованием армией США японской территории в действиях, направленных против КНР[193].
- 19 сентября
  - Война за независимость Алжира: в Каире (ОАР) торжественно провозглашена независимая Алжирская Республика и сформировано Временное правительство в изгнании во главе с Ферхатом Аббасом (до 27 августа 1961 года)[196].
  - ООН отвергла предложение Индии рассмотреть вопрос о приёме Китайской Народной Республики[2].
  - Катастрофа Ил-12 в районе Лазо.
- 20 сентября
  - Тайваньский кризис 1958 года: опубликован ответ Н. С. Хрущёва на послание Д. Эйзенхауэра от 12 сентября. Хрущёв предложил отозвать американский флот из зоны конфликта[193].
  - Холодная война: Опубликован советский проект мирного договора с Германией, предусматривавший превращение Западного Берлина в вольный город[166].
- 23 сентября
  - Ливанский кризис 1958 года: на пост президента Ливана вступил генерал Фуад Шехаб (до 22 сентября 1964 года)[197].
  - В Индонезии объявлено об отсрочке вторых парламентских выборов[17].
- 24 сентября — Ливанский кризис 1958 года: в Ливане сформировано правительство во главе с Рашидом Караме (до 14 мая 1960 года). На следующий день оно потребовало вывода из Ливана армии США[160].
- 25 сентября — в Индонезии для реализации первого пятилетнего плана создан Государственный совет планирования[17].
- 26 сентября — премьер-министр Бирмы У Ну заявил о своём решении уйти в отставку 28 октября и передать власть главнокомандующему вооружёнными силами, начальнику Генерального штаба армии генерал-лейтенанту У Не Вину[133].
- 27—29 сентября — тайфун «Ида» обрушился на полуостров Идо (Япония), погибли 888 человек, 381 пропали без вести, более 500 000 человек остались без жилья[198].
- 28 сентября
  - Пятая французская республика: во Франции и её колониях прошёл референдум по проекту новой французской конституции. Результаты были объявлены 5 октября, 13 октября был принят новый закон о выборах. Новую конституцию поддержали 79 % голосовавших. Только во Французской Гвинее население проголосовало против проекта (94,4 % голосов), что означало её выход из Французского сообщества[199].
  - В Объединённой Арабской Республике издан декрет о проведении аграрной реформы в Сирийском районе. На следующий день издан декрет об отмене статуса племенных вождей[158].
- 29 сентября — в Лондоне открылась Конституционная конференция по Нигерии[200].
- 30 сентября
  - Ядерная гонка: СССР возобновил ядерные испытания[2].
  - Июльская революция в Ираке: в Ираке опубликован закон об аграрной реформе[159].

### Октябрь
- 1 октября

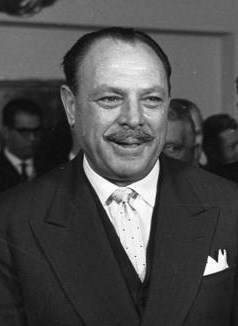
8 октября: военный переворот в Пакистане привёл к власти фельдмаршала Мухаммеда Айюб Хана

  - Пятая французская республика: во Франции Жаком Сустелем, Мишелем Дебре и Жаком Шабан-Дельмасом основана партия сторонников генерала де Голля — Союз в защиту новой республики (ЮНР)[201].
  - В Индии официально начат переход на метрическую систему мер и весов[202].
  - Тунис и Марокко вступили в Лигу арабских государств[203].
- 2 октября
  - Колонии Франции: Территориальная ассамблея Французской Гвинеи провозгласила её независимой Гвинейской республикой. Первым премьер-министром страны и исполняющим обязанности главы государства стал Ахмед Секу Туре (до 26 марта 1984 года)[199].
  - В КНДР принят закон о введении всеобщего обязательного среднего образования и подготовке к введению обязательного технического образования[190].
  - В Буэнос-Айресе прошёл многотысячный митинг протеста против передачи нефтяной отрасли Аргентины в руки компаний США[100].
- 4 октября — Пятая французская республика: вступила в силу современная Конституция Франции[204].
- 5 октября — в Лиссабоне в День республики в Португалии прошли организованные оппозицией антиправительственные демонстрации[205].
- 8 октября
  - Военный переворот в Пакистане. Президент Пакистана генерал-майор Искандер Мирза и главнокомандующий вооружёнными силами фельдмаршал Мухаммед Айюб Хан сместили правительство Фероз Хана Нуна, распустили политические партии и Национальное собрание, отменили официальное название страны Исламская Республика Пакистан, заменив его на Республика Пакистан. Айюб Хан был назначен главным военным администратором[206].
  - В Обнинске (СССР) запущена самая высокая в Европе метеорологическая мачта. Её эксплуатантом стал НИИПГ АН СССР под руководством выдающегося метеоролога Е. К. Фёдорова.[207]
- 9 октября — Католическая церковь: скончался папа римский Пий XII[208]. Завершилась так называемая Эпоха Пиев.
- 10 октября
  - В Аргентине прошла всеобщая забастовка, в которой участвовали 4 миллиона человек[100].
  - В Лаосе произведена девальвация национальной денежной единицы — кипа. После этого США возобновили финансовую помощь Лаосу[209].
- 13 октября — катастрофа стратегического бомбардировщика «Ту-16» на Дальнем Востоке, погиб весь экипаж, 6 человек[138].
- 14 октября — Колонии Франции: на совместном заседании членов всех провинциальных собраний в Тананариве провозглашена автономная Мальгашская республика в составе Французского союза[210].
- 16 октября
  - Кубинская революция: повстанческие части Эрнесто Че Гевары и Камило Сьенфуэгоса завершили переход в центральные районы Кубы и почти полностью освободили провинции Лас-Вильяс и Орьенте[34].
  - Президент Туниса Хабиб Бургиба обвинил Объединённую Арабскую Республику во вмешательстве во внутренние дела арабских стран и разорвал с ней дипломатические отношения[142].
- 17 октября — В Вурнарском районе Чувашской АССР потерпел катастрофу самолёт Ту-104 с делегацией китайских и северокорейских партийных и комсомольских активистов. Погибли все 80 человек, находившихся на борту.
- 20 октября
  - Военный переворот в Таиланде. К власти пришёл Революционный совет во главе с фельдмаршалом Саритом Танаратом. Конституция отменена, Национальное собрание распущено[211].
  - В Бирме правительство отменило амнистию противникам режима[133].
  - В Маскате введены осадное положение и комендантский час в связи с конфликтом султаната Оман с Великобританией[189].
- 21 октября
  - Июльская революция в Ираке: в Ираке издан декрет о всеобщем обязательном бесплатном образовании[212].
  - В Судане началась всеобщая забастовка, дестабилизировавшая политическую ситуацию в стране[51].
- 23 октября
  - Президиум ЦК КПСС издал строго секретное постановление «О клеветническом романе Б. Пастернака», резко осуждающее присуждение Нобелевской премии Б. Л. Пастернаку за роман «Доктор Живаго»[213]. В СССР началась кампания критики писателя, известная как «Не читал, но осуждаю!»[214]
  - СССР предоставил Объединённой Арабской Республике заём для возведения Асуанской плотины на Ниле (сооружение завершено 21 июля 1970 года)[2].
- 25 октября
  - Ливанский кризис 1958 года: армия США покинула Ливан[215].
  - В КНР образован Нинся-Хуэйский автономный район[29].
  - КНР завершила вывод «китайских народных добровольцев» из Северной Кореи[29].
- 28 октября
  - Римско-католическая церковь: конклав кардиналов избрал новым папой римским архиепископа Венеции кардинала Анджело Джузеппе Ронкалли, который принял имя Иоанн XXIII (скончался 3 июня 1963 года)[208].
  - Отправлен в отставку и эмигрировал в Великобританию президент Пакистана Искандер Мирза. Президентом стал лидер переворота 8 октября фельдмаршал Мухаммед Айюб Хан (до 25 марта 1969 года)[206].
  - Парламент Бирмы утвердил генерал-лейтенанта У Не Вина премьер-министром Бирмы на период подготовки и проведения парламентских выборов (сохранял пост до 4 апреля 1960 года)[133].
- 29 октября — печать СССР сообщила об исключении Б. Л. Пастернака из Союза писателей СССР за «предательство по отношению к советскому народу, к делу социализма, мира и прогресса»[216].
- 31 октября
  - В Женеве во Дворце Наций начались переговоры между СССР, США и Великобританией по вопросу о прекращении испытаний ядерного оружия[216].
  - Перекрытие Волги у Сталинградской ГЭС[217].

### Ноябрь
- 2 ноября — Ливанский кризис 1958 года: британские войска выведены из Иордании[218].
- 3 ноября
  - Кубинская революция: на Кубе в обстановке гражданской войны прошли президентские выборы, бойкотированные большинством населения[219]. На них победил правительственный кандидат, бывший премьер-министр Кубы Андрес Риверо Агуэро, который должен был сменить Фульхенсио Батисту на посту главы государства. В тот же день в порт Гаваны вошла эскадра ВМС США в составе 8 судов[20].
  - На пост президента Чили вступил Хорхе Алессандри (до 3 ноября 1964 года)[92].
  - В США Демократическая партия одержала победу на промежуточных выборах в конгресс, получив 62 места в сенате против 34 мест у республиканцев и 281 место в палате представителей против 153 мест у республиканцев[2].
- 6 ноября
  - В газете «Правда» опубликовано письмо писателя Б. Л. Пастернака, в котором тот сообщил о своём отказе от Нобелевской премии по литературе после компании общественного осуждения, организованной властями СССР[220].
- 10 ноября
  - В Женеве (Швейцария), начала работу Конференция десяти держав по мерам против внезапного нападения (до 18 декабря). В работе конференции участвовали представители западных государств, СССР и его союзников, но заключить соглашение не удалось[2].
  - Принята первая конституция Гвинейской республики[221].
  - В Аргентине в связи с забастовочным движением объявлено чрезвычайное положение[100].
- 12 ноября
  - ГДР разослала 60 странам ноту с требованием признания[2].
  - В Индонезии принят план первой пятилетки (1956—1960 гг.)[17].
- 14 ноября
  - В связи с тем, что адмирал Вольфганг Ларрасабаль выставил свою кандидатуру на президентских выборах, главой правящей хунты Венесуэлы и временным президентом страны назначен гражданский член хунты дипломат Эдгар Санабриа (до 13 февраля 1959 года)[222].
  - Колонии Франции: Генеральная Ассамблея ООН приняла к сведению обязательство Франции предоставить Того независимость в 1960 году[223].
- 17 ноября
  - Военный переворот в Судане. Конституционное правительство бригадного генерала Абдаллы Халиля смещено, конституция отменена, политические партии распущены. К власти пришёл главнокомандующий вооружёнными силами генерал-лейтенант Ибрагим Аббуд (до 16 ноября 1964 года)[51].
- 20 ноября — палата депутатов парламента Бирмы приняла чрезвычайный закон, предусматривавший до 7 лет тюремного заключения за распространение антиправительственной информации[224].
- 22 ноября
  - Председатель Совета Министров Монголии Юмжагийн Цэдэнбал вновь возглавил Монгольскую народно-революционную партию в качестве Первого секретаря ЦК МНРП (до 24 августа 1984 года)[225].
  - В окрестностях Кракова открыт первый в Польской Народной Республике циклотрон, построенный с помощью СССР[226].
- 23 ноября
  - Пятая французская республика: начались первые выборы в Национальное собрание Пятой Французской республики. В первом туре наибольшее число голосов получила Французская коммунистическая партия[226]. Завершились 30 ноября победой партии сторонников генерала де Голля — Союза в защиту новой республики (ЮНР)[227].
  - Премьер-министр Гвинеи Ахмед Секу Туре и премьер-министр Ганы Кваме Нкрума подписали в Аккре декларацию об объединении их стран в «ядро» Соединённых Штатов Западной Африки[226].
  - В Дамаске прошла интронизация патриарха Антиохии и всего Востока Феодосия IV (до 19 сентября 1970 года)[226].
- 24 ноября — Колонии Франции: Французский Судан провозглашён Автономной Суданской республикой в составе Французского сообщества[228].
- 25 ноября — Колонии Франции: Сенегал провозглашён Автономной Республикой Сенегал в составе Французского сообщества[229].
- 26 ноября
  - В СССР издан Указ Об участии колхозов, совхозов, промышленных, транспортных, строительных и др. предприятий в строительстве и ремонте автомобильных дорог[230].
  - Премьер-министр Франции генерал Шарль де Голль и федеральный канцлер ФРГ Конрад Аденауэр провели встречу в Бад-Кройцнахе (ФРГ)[35].
  - Британские власти провели аресты лидеров оппозиции в Лахадже (Южный Йемен)[103].
  - В Марокко издан закон о свободе слова, собраний, печати и свободе создания ассоциаций[14].
- 27 ноября — Холодная война: СССР выступил с требованием вывести из Берлина все войска и объявить его «свободным городом» (14 декабря на совместной встрече министров иностранных дел США, Великобритании и Франции это требование отклонено; 16 декабря его отвергли и страны НАТО)[2].
- 28 ноября
  - Большой скачок: открылся Учанский пленум Центрального комитета Коммунистической партии Китая, обсудивший вопрос о «народных коммунах». Завершён 12 декабря[107].
  - Колонии Франции: Конго провозглашено Автономной Республикой Конго в составе Французского сообщества. Законодательное собрание Конго в этот же день приняло решение о переносе административного центра автономии из Пуэнт-Нуара в Браззавиль[231].
  - Колонии Франции: Чад провозглашён Автономной Республикой Чад в составе Французского сообщества[232].
  - Колонии Франции: Габон провозглашён Автономной Габонской Республикой в составе Французского сообщества[233].
  - Колонии Франции: Мавритания провозглашена Автономной Исламской Республикой Мавританией в составе Французского сообщества[234].
  - За участие в Венгерском восстании 1956 в Будапеште казнена Эржебет Шалаберт.
- 30 ноября
  - Пятая французская республика: во Франции прошли выборы в Национальное собрание. Неоголлистский Союз за новую республику завоевал наибольшее число мест (198 мест из 465)[2].
  - Чрезвычайная сессия Народного собрания Народной Республики Болгарии избрала председателем своего Президиума (главой государства) Димитра Ганева (до 20 апреля 1964 года) после смерти Георгия Дамянова, последовавшей 27 ноября[235].
  - На всеобщих выборах в Уругвае потерпела поражение партия «Колорадо», находившаяся у власти 93 года. На проходившем в тот же день референдуме большинство голосовавших отклонили предложение о восстановлении президентской формы правления, коллективным главой государства остался Национальный правительственный совет[54].

### Декабрь
- 1 декабря
  - На пост президента Мексики вступил Адольфо Лопес Матеос (до 30 ноября 1964 года)[236].
  - Колонии Франции: Убанги-Шари провозглашена Автономной Центральноафриканской Республикой в составе Французского сообщества[232].
  - Пожар в католической школе Пресвятой Богородицы в Чикаго. Погибли 92 ученика и 3 монахини[237].
- 3 декабря
  - В Индонезии принят закон о национализации всех голландских плантаций, предприятий, торговых и страховых компаний[17].
  - Вернувшийся в страну бывший диктатор Колумбии генерал Густаво Рохас Пинилья обвинён в организации заговора. В стране введено осадное положение, в Боготу введена армия[81].
- 4 декабря
  - Колонии Франции: Берег Слоновой Кости провозглашён Автономной Республикой Берег Слоновой Кости в составе Французского сообщества[238].
  - Колонии Франции: Дагомея провозглашена Автономной Республикой Дагомея в составе Французского сообщества[239].
  - На Балтийском заводе в Ленинграде спущен на воду самый большой в СССР танкер «Пекин»[240].

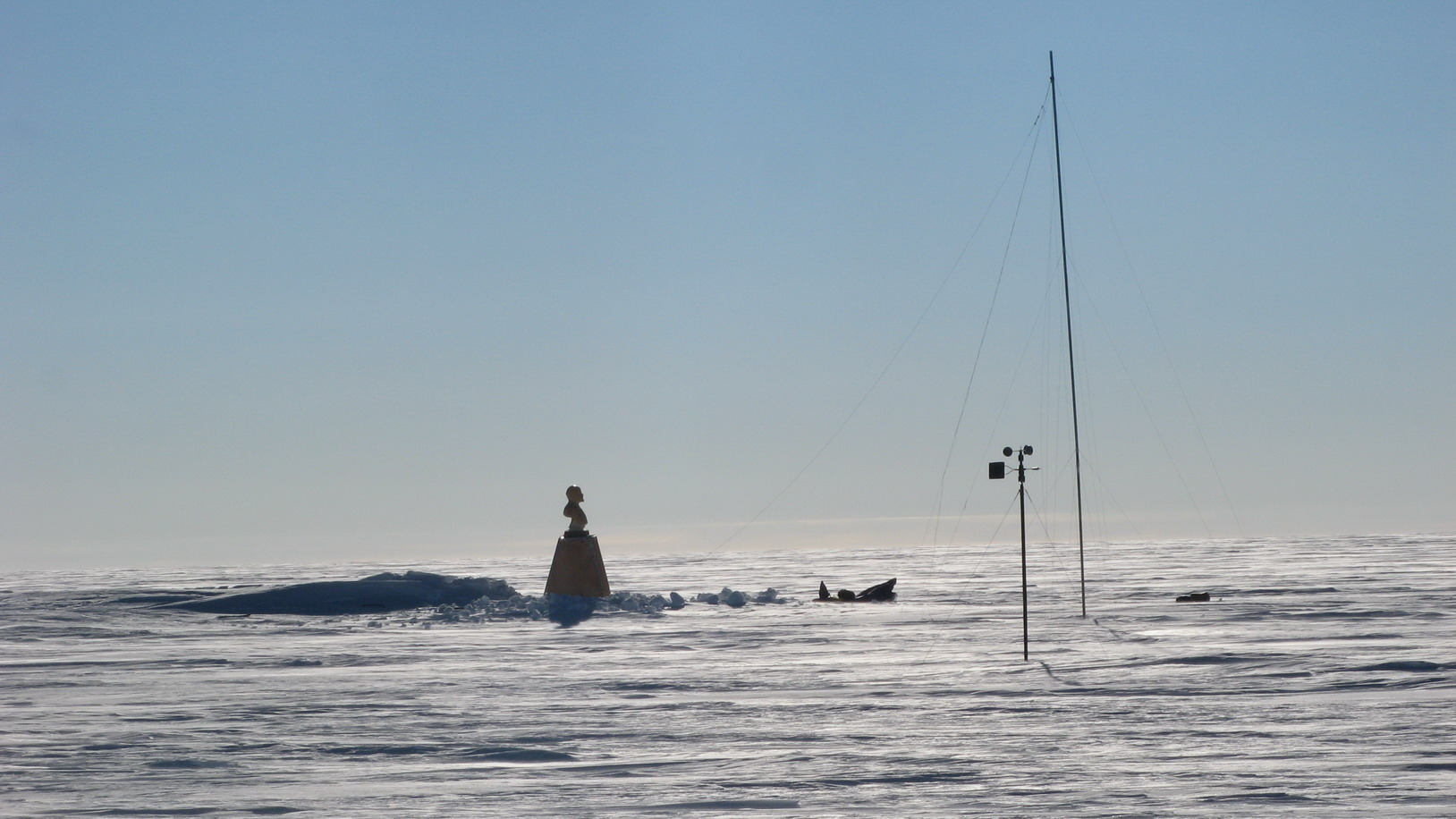
Памятник В. И. Ленину на советской антарктической станции «Полюс недоступности»

- 5 декабря — по обвинению в шпионаже в пользу СССР арестован национальный герой Греции Манолис Глезос, сорвавший в 1941 году нацистский флаг с Акрополя[55].
- 7 декабря
  - Первые всеобщие выборы в Венесуэле после падения военной диктатуры. Центрист Ромуло Бетанкур победил контр-адмирала Вольфганга Ларрасабаля и Рафаэля Кальдеру (49,2% против 34,6% и 16,2% голосов соответственно)[121].
  - Катастрофа Ил-14 под Сталинградом.
- 8 декабря
  - Народная палата ГДР упразднила верхнюю палату парламента — Палату земель, избиравшуюся окружными советами[241].
  - В Аккре (Гана) открылась I Конференция народов Африки, в которой приняли участие руководители 62 партий и профсоюзов из 27 африканских стран[242]. Был образован постоянный секретариат и принято решение о борьбе за независимость Африки[2].
  - Освобождён от должности первый председатель КГБ СССР генерал армии И. А. Серов. 25 декабря председателем КГБ утверждён А. Н. Шелепин[243].
- 9 декабря
  - Национальный конгресс Аргентины принял закон, уравнивающий в правах иностранные и национальные капиталовложения[100].
  - Танкер «Курск» доставил первую партию советских нефтепродуктов в Уругвай[244].
  - В США основано консервативное Общество Джона Бёрча[245].

- 11 декабря

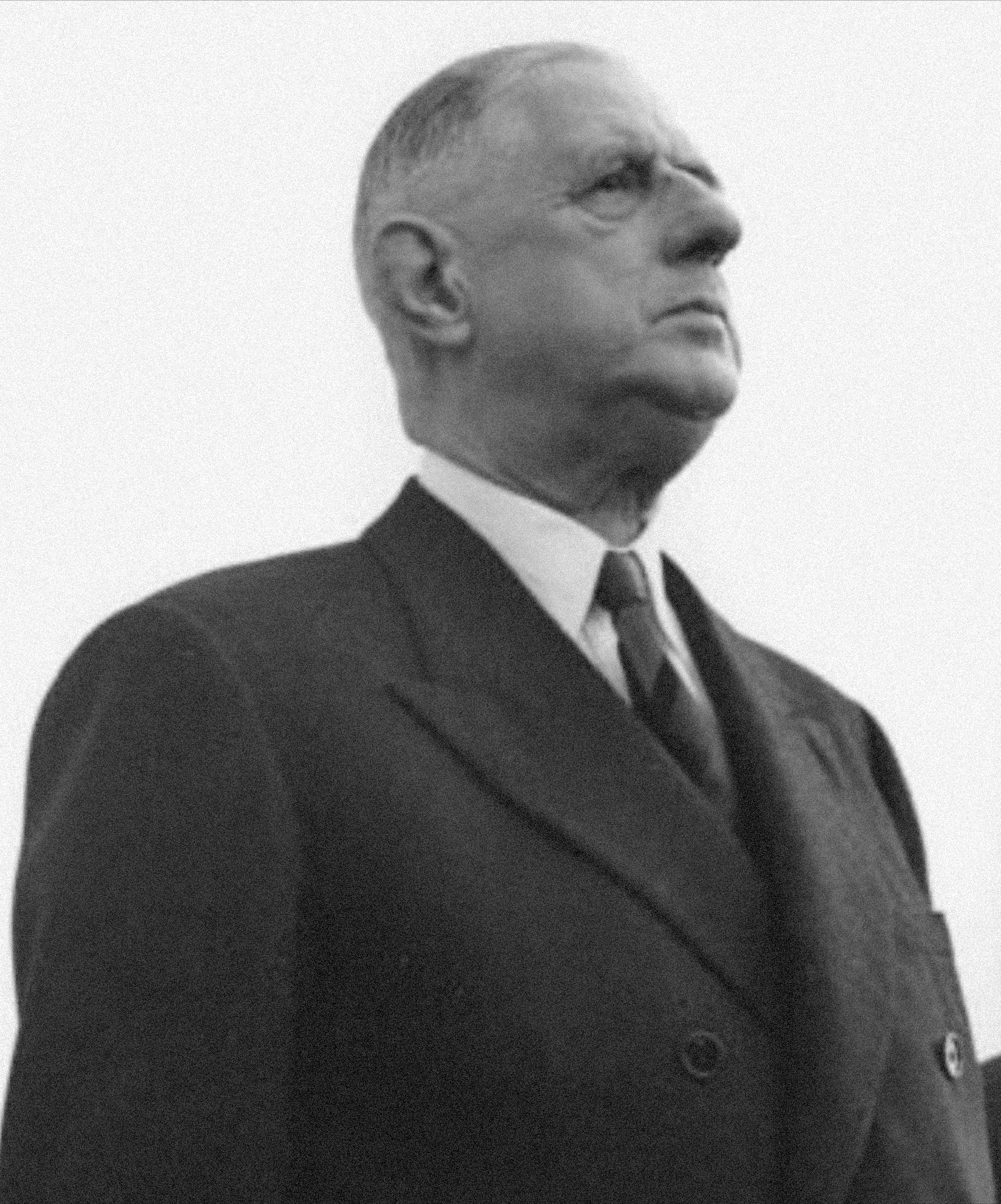
Генерал Шарль де Голль, первый президент Пятой французской республики

  - После провала на провинциальных и муниципальных выборах в Нидерландах подало в отставку правительство Виллема Дрейса, находившееся у власти 10 лет, новым премьер-министром стал Луи Бел[27].
  - Колонии Франции: Верхняя Вольта провозглашена Автономной Республикой Верхняя Вольта в составе Французского сообщества[246].
- 12 декабря 
  - Война за независимость Алжира: в Алжире частично восстановлено гражданское правление. Генерал Рауль Салан занял пост генерал-инспектора национальной обороны[2].
  - В бразильском городе Белу-Оризонти основан Папский католический университет Минас-Жерайс[247].
- 13 декабря — Ядерная гонка: заявление Советского правительства с предложением к странам НАТО заключить пакт, предусматривающий создание в Европе зоны, свободной от ядерного оружия, и согласованное сокращение иностранных войск на территории стран НАТО и Варшавского договора[166].
- 14 декабря — третья Советская Антарктическая экспедиция достигла южного полюса недоступности и основала там временную станцию «Полюс недоступности»[240].
- 15 декабря
  - Новый папа римский Иоанн XXIII назначил 23 новых кардинала, увеличив их традиционное число с 70 до 75[208].
  - В Индонезии продлено на один год чрезвычайное положение[17].
  - Сотрудники Bell Labs (США) Артур Шавлов и Чарльз Таунс опубликовали в Physical Review письмо, в котором описали основные принципы создания оптического лазера[248].
- 16 декабря — экипаж советского самолёта Ли-2 под командованием В. М. Перова спас в Антарктиде четверых бельгийских исследователей[240], потерпевших авиакатастрофу в 250 км от своей станции пятью днями ранее[249].
- 17 декабря — в Бельгийском Конго опубликован декрет об отмене телесных наказаний в колониальных войсках и в тюрьмах[250].
- 18 декабря — Колонии Франции: Нигер провозглашён автономной республикой в составе Французского сообщества[251].
- 19 декабря — в Аргентине принят закон, ограничивающий право на забастовки[100].
- 21 декабря — Пятая французская республика: президентом Франции был избран генерал Шарль де Голль с результатом 78,5 % голосов (кандидат от коммунистов Жорж Марран получил 13,0 % и кандидат от союза демократических сил Альбер Шателе — 8,4 %)[252].
- 22 декабря
  - Президент Гаити Франсуа Дювалье и президент Доминиканской Республики Эктор Трухильо приняли заявление о совместной борьбе с коммунизмом[168].
  - Ливанский кризис 1958 года: в Ливане объявлена всеобщая амнистия как для участников восстания против президента Камиля Шамуна, так и участников выступления против правительства Рашида Караме[160].
- 23 декабря — Катастрофа Ил-14 в Ташкенте, погиб 21 человек.
- 24 декабря
  - Школьная реформа в СССР. Принят закон «Об укреплении связи школы с жизнью и о дальнейшем развитии системы народного образования в СССР», неполная средняя школа стала 8-летней, а полная средняя — 11-летней (до 1964 года)[253].
  - США и Гаити подписали соглашение о посылке миссии морской пехоты США для содействия в реорганизации армии Гаити[168].
- 25 декабря — в СССР приняты Основы законодательства о судоустройстве и Основы уголовного судопроизводства, а также Закон об уголовной ответственности за государственные преступления и Закон об уголовной ответственности за воинские преступления[61][254].
- 27 декабря — в Каире подписано соглашение о помощи СССР в строительстве первой очереди Асуанской плотины в Египте[255].
- 28 декабря — Кубинская революция: отряды кубинских повстанцев во главе с Эрнесто Че Геварой начали штурм стратегически важного города Санта-Клара[219].
- 30 декабря
  - В результате взрыва газовой системы в доме в г. Калинин погибли 34 человека[256].
  - Колонии Франции: французские колонии в Западной Африке (Чад, Конго, Габон, Мали, Мавритания и Сенегал) приняли решение об образовании федерации в составе Французского сообщества[2].
- 31 декабря — Кубинская революция: президент Кубы генерал Фульхенсио Батиста бежал на самолёте из Гаваны в Сьюдад-Трухильо (Доминиканская Республика), передав власть начальнику генерального штаба армии генералу Эулохио Кантилье[219].

### События без точных дат
- Открыта магнитосфера Земли[257].

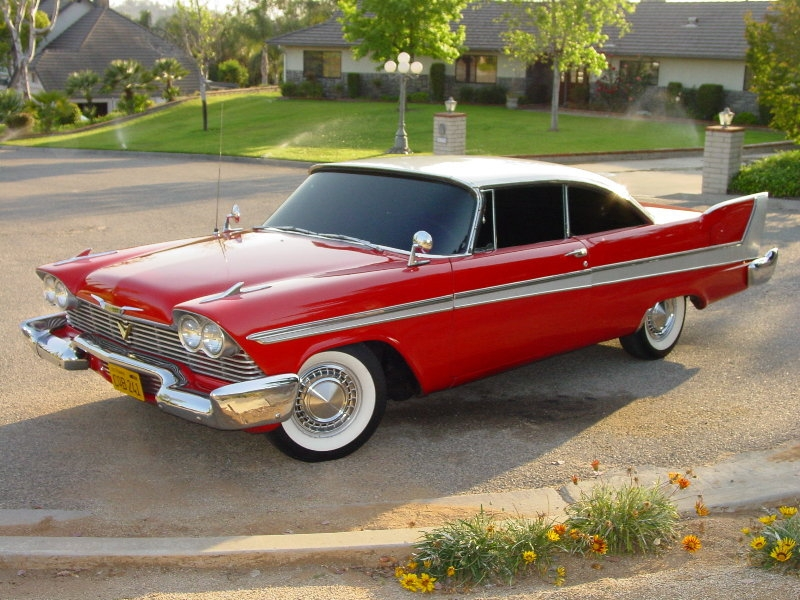
Автомобиль Plymouth Fury 1958 года. Представитель «Плавникового стиля» автодизайна 50-х годов.

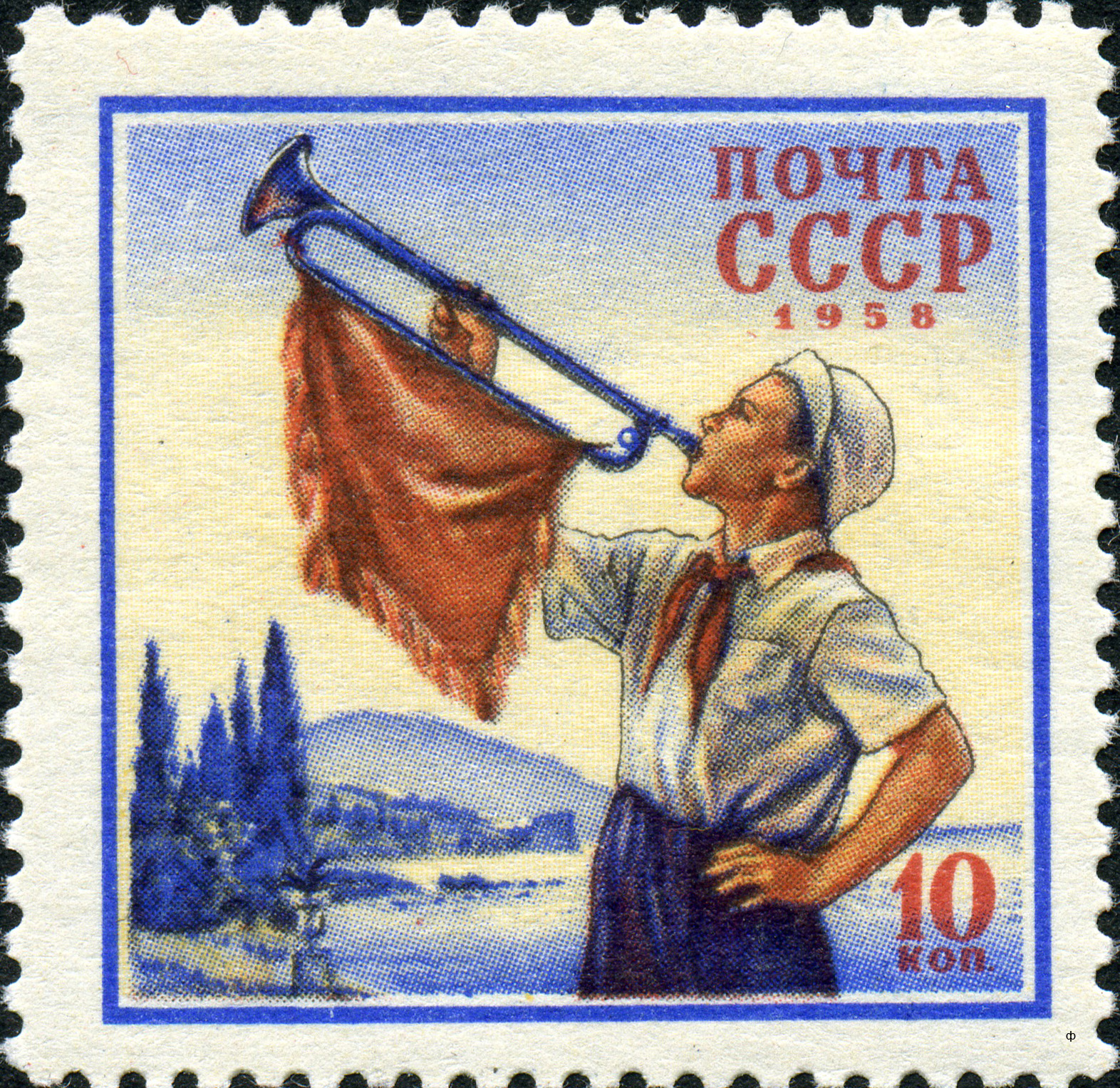
Советская почтовая марка 1958 года

- Согласно статистике новорождённых (на 1000 населения), в США завершился послевоенный «бэби-бум» и началось 11-летнее снижение рождаемости (самое длительное из зарегистрированных в истории страны)[258].
- Максимальный зарегистрированный максимум солнечной активности[259].
- Джон Маккарти создал первую версию функционального языка программирования LISP[260].
- В Ленинграде открылась первая советская трасса для автогонок с малой длиной круга Невское кольцо[261].
- После открытия и обследования в 1958 году выступ ледяного Берега Отса в Восточной Антарктиде был назван мысом Лунник в честь советской автоматической межпланетной станции «Луна-2»[262].
- Голод в Тиграи (Эфиопия) унёс жизни 100 000 человек[263].

### Продолжающиеся события
- Холодная война.
- Ядерная гонка.
- Космическая гонка.
- Хрущёвская оттепель.
- Деколонизация.
- Война за независимость Алжира.
- Первая гражданская война в Судане.
- Война Ифни.
- Арабо-израильский конфликт.
- Индо-пакистанский конфликт.
- Кубинская революция.
- Конфликт в Северной Ирландии.
- Восстание мау-мау в Кении.
- Война во Вьетнаме.
- Война в Малайе.
- Гражданская война в Бирме

## Флаги новых государств
Ниже приведены флаги государств, образованных, получивших независимость либо изменивших государственное устройство в 1958 году.
| Флаг Объединённой Арабской Республики | Флаг Гвинеи | Флаг Алжирской Республики (правительство в изгнании) | Флаг автономной Мальгашской Республики | Флаг заморской территории Великобритании Каймановы острова |

## Персоны года
Человек года по версии журнала Time — Шарль де Голль, президент Франции.

## Родились
См. также: Категория:Родившиеся в 1958 году

### Январь
- 2 января — Тим Собакин, русский писатель, автор прозы и стихотворений для детей.
- 3 января — Александр Половцев, советский и российский актёр театра и кино.
- 16 января — Анатолий Букреев, советский и казахстанский высотный альпинист, горный гид и русский писатель (погиб в 1997).
- 19 января — Аллен Стил, американский писатель-фантаст, журналист.
- 20 января — Расим Магамед оглы Алгулиев, азербайджанский учёный.
- 30 января — Дмитрий Захаров, советский и российский журналист, телеведущий и радиоведущий, продюсер.

### Февраль
- 22 февраля
  - Елена Соловьёва, российская актриса.
  - Каис Саид, президент Туниса с 2019 года.
- 26 февраля — Сьюзан Хелмс, американский астронавт.

### Март
- 3 марта — Миранда Ричардсон, английская актриса.
- 9 марта — Линда Фиорентино, американская киноактриса.
- 10 марта — Шэрон Стоун, американская актриса, продюсер, бывшая модель.
- 14 марта — Альбер II, князь Монако.
- 15 марта — Владислав Флярковский, российский журналист, телеведущий, телеобозреватель, ведущий программ новостей.
- 16 марта — Игорь Захаркин, профессор кафедры теории и методики хоккея, заслуженный тренер России, главный тренер ХК «Салават Юлаев».
- 20 марта — Холли Хантер, американская актриса.
- 21 марта — Гэри Олдмен, британский актёр, режиссёр и продюсер.
- 22 марта — Валерий Сюткин, российский певец и музыкант.
- 23 марта — Серена Гранди, итальянская актриса, секс-символ 1980—1990-х годов.
- 30 марта — Вадим Андреев, советский и российский актёр театра и кино.

### Апрель
- 3 апреля — Алек Болдуин, американский актёр, режиссёр.
- 8 апреля — Виктор Зинчук, российский гитарист-виртуоз, композитор, аранжировщик, заслуженный артист России.
- 9 апреля — Елена Кондулайнен, российская актриса, певица.
- 11 апреля — Сергей Кошонин, советский и российский актёр театра и кино.
- 20 апреля
  - Насер Кульсариев, казахский поэт-бард.
  - Вячеслав Фетисов, советский спортсмен, хоккеист.
- 21 апреля — Энди Макдауэлл, американская киноактриса («День сурка» и др.).
- 26 апреля — Джанкарло Эспозито, американский актёр («Калифорния», «Во все тяжкие»).
- 29 апреля — Мишель Пфайффер, американская актриса.

### Май
- 12 мая
  - Ким Грeйст, американская киноактриса.
  - Алексей Иващенко, российский бард.
  - Эрик Сингер, американский рок-барабанщик («Kiss», Элис Купер, «Avantasia»).
  - Владимир Холстинин, лидер группы «Ария».
- 16 мая — Валерий Петраков, советский и российский футболист и тренер.
- 20 мая
  - Герасим, митрополит Зугдидский и Цаишский.
  - Алексей Гуськов, советский и российский актёр.
- 27 мая — Дмитрий Филимонов, российский актёр дубляжа, кино и театра, бард.
- 29 мая — Аннетт Бенинг, американская киноактриса.
- 30 мая
  - Майкл Эладио Лопес-Алегриа, американский астронавт.
  - Елена Майорова, советская и российская актриса театра и кино, заслуженная артистка РСФСР. (ум. в 1997)

### Июнь
- 1 июня — Намбарын Энхбаяр, президент Монголии в 2005–2009 годах.
- 7 июня — Принс, американский певец, автор песен, композитор. (ум. в 2016)
- 10 июня
  - Сергей Урсуляк, российский кинорежиссёр и сценарист
  - Альфредо Адаме, мексиканский актёр, продюсер, телеведущий.
- 13 июня — Сергей Маковецкий, советский и российский актёр театра и кино.
- 14 июня — Олаф Шольц, немецкий политический и государственный деятель, федеральный канцлер Германии с 2021 года.
- 21 июня
  - Геннадий Падалка, российский космонавт.
  - Сергей Собянин, 3-й мэр Москвы.
- 23 июня — Крис Холмс, американский рок-музыкант, гитарист группы W.A.S.P.

### Июль
- 5 июля — Андрей Усачёв, детский писатель, поэт, драматург и сценарист.
- 7 июля — Сергей Власов, советский и российский актёр театра и кино.
- 8 июля — Кевин Бейкон, американский актёр, продюсер, режиссёр.
- 12 июля — Валерий Кипелов, вокалист групп Ария и Кипелов.
- 17 июля — Вонг Карвай, гонконгский кинорежиссёр.
- 29 июля — Борис Репетур, телеведущий, актёр театра и кино, голос многих российских телепрограмм и реклам.

### Август
- 7 августа — Брюс Дикинсон, вокалист группы «Iron Maiden».
- 14 августа — Михаил Ширвиндт, российский телеведущий, телепродюсер и кинопродюсер.
- 15 августа — Виктор Шендерович, советский и российский писатель.
- 16 августа
  - Мадонна, американская поп-певица.
  - Анджела Бассетт, американская актриса театра, кино, телевидения и озвучивания, режиссёр и продюсер.
- 18 августа — Мэделин Стоу, американская актриса.
- 20 августа — Дмитрий Полонский, советский и российский актёр кино и дубляжа.
- 24 августа — Стив Гуттенберг, американский актёр, продюсер.
- 25 августа — Тим Бёртон, американский кинорежиссёр и мультипликатор.
- 27 августа — Сергей Крикалёв, советский и российский космонавт, Герой Советского Союза, Герой Российской Федерации.
- 29 августа
  - Майкл Джексон, американский певец и танцор, «король поп-музыки» (ум. в 2009)
  - Ольга Зарубина, советская и российская эстрадная певица.
- 30 августа — Анна Политковская, российская журналистка и правозащитница. (ум. в 2006)

### Сентябрь
- 1 сентября — Сергей Гармаш, советский и российский актёр театра и кино, народный артист России.
- 5 сентября — Вячеслав Баранов, советский и российский киноактёр, мастер дублирования (умер в 2012).
- 9 сентября — Сергей Балабанов, советский и российский актёр театра, кино и озвучивания, телеведущий.
- 16 сентября — Дженнифер Тилли, американская киноактриса.
- 21 сентября — Валерий Северин, советский и российский барабанщик, участник группы Чайф.
- 25 сентября — Майкл Мэдсен, американский актёр.
- 26 сентября — Роберт Каган, американский политик и журналист.
- 28 сентября — Владимир Зайцев, советский и российский актёр театра, кино и озвучивания.

### Октябрь
- 4 октября — Нед Люк, американский актёр, актёр озвучки.
- 5 октября —
- Андре Кёйперс, голландский космонавт.
- Нил Деграсс Тайсон, американский астрофизик, ведущий, писатель и популяризатор науки
- 9 октября — Эл Йоргенсен — американский музыкант кубинского происхождения, мультиинстументалист, фронтмен индастриал-метал группы Ministry
- 16 октября — Тим Роббинс, американский актёр, режиссёр.
- 20 октября — Вигго Мортенсен, американский актёр.
- 21 октября — Андрей Гейм, нидерландский физик советского происхождения, лауреат Нобелевской премии по физике 2010 года.
- 29 октября — Дэвид Ремник, американский журналист, писатель и редактор журнала.

### Ноябрь
- 5 ноября — Роберт Патрик, американский актёр.
- 16 ноября — Александр Малинин, советский и российский певец.
- 17 ноября — Мэри Элизабет Мастрантонио, американская актриса.
- 22 ноября
  - Джейми Ли Кёртис, американская актриса.
  - Ирина Отиева, советская и российская джазовая певица.
- 24 ноября — Андрей Смоляков, советский и российский актёр театра и кино, народный артист России, лауреат Государственной премии Российской Федерации.

### Декабрь
- 6 декабря — Александр Балуев, советский и российский актёр.
- 7 декабря — Мари-Луиз Колейро Прека, мальтийский политик, президент Мальты с 2014 года по настоящее время.
- 8 декабря — Александр Васильев, российский и французский историк моды, ведущий программы Модный приговор на Первом канале.
- 15 декабря — Ерулан Канапьянов, казахский композитор и общественный деятель.
- 25 декабря — Константин Кинчев, советский и российский музыкант, лидер группы Алиса.
- 27 декабря — Барбара Крэмптон, американская актриса.

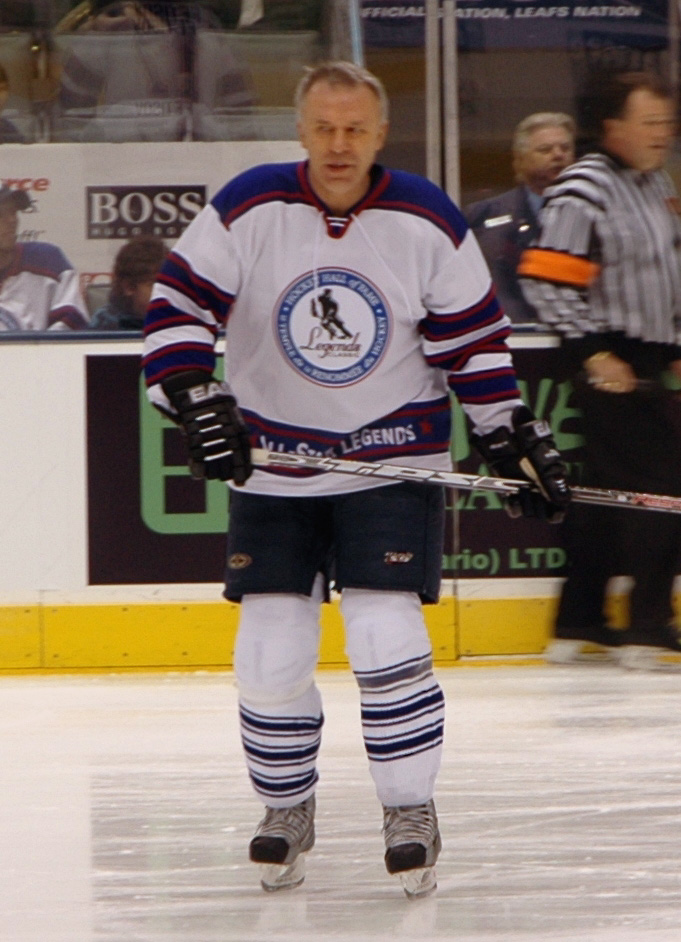
Вячеслав Фетисов
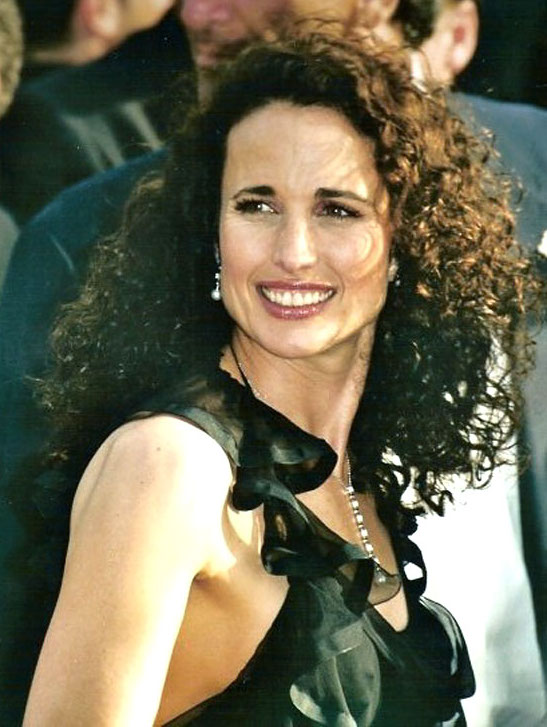
Энди Макдауэлл
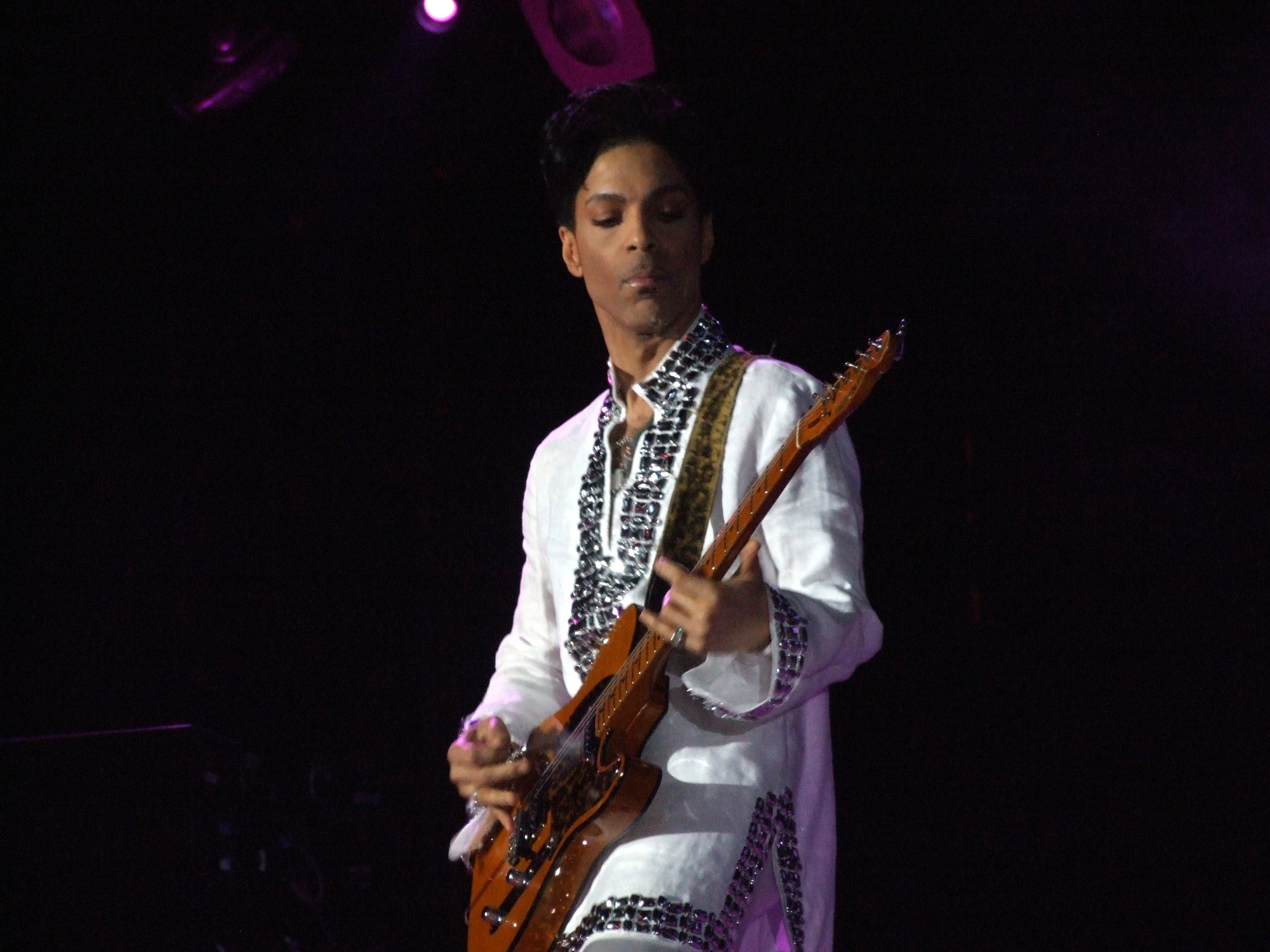
Принс
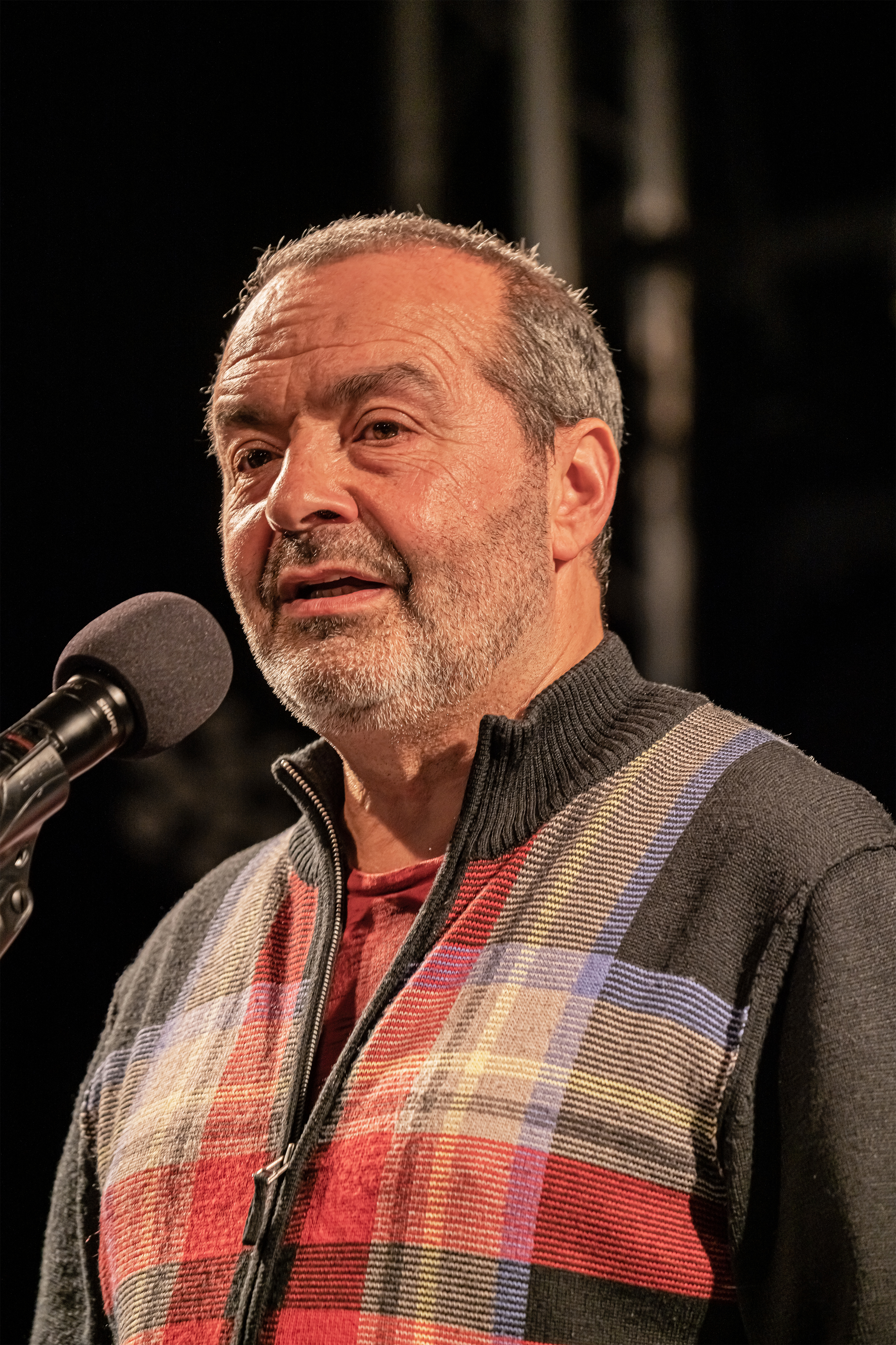
Виктор Шендерович
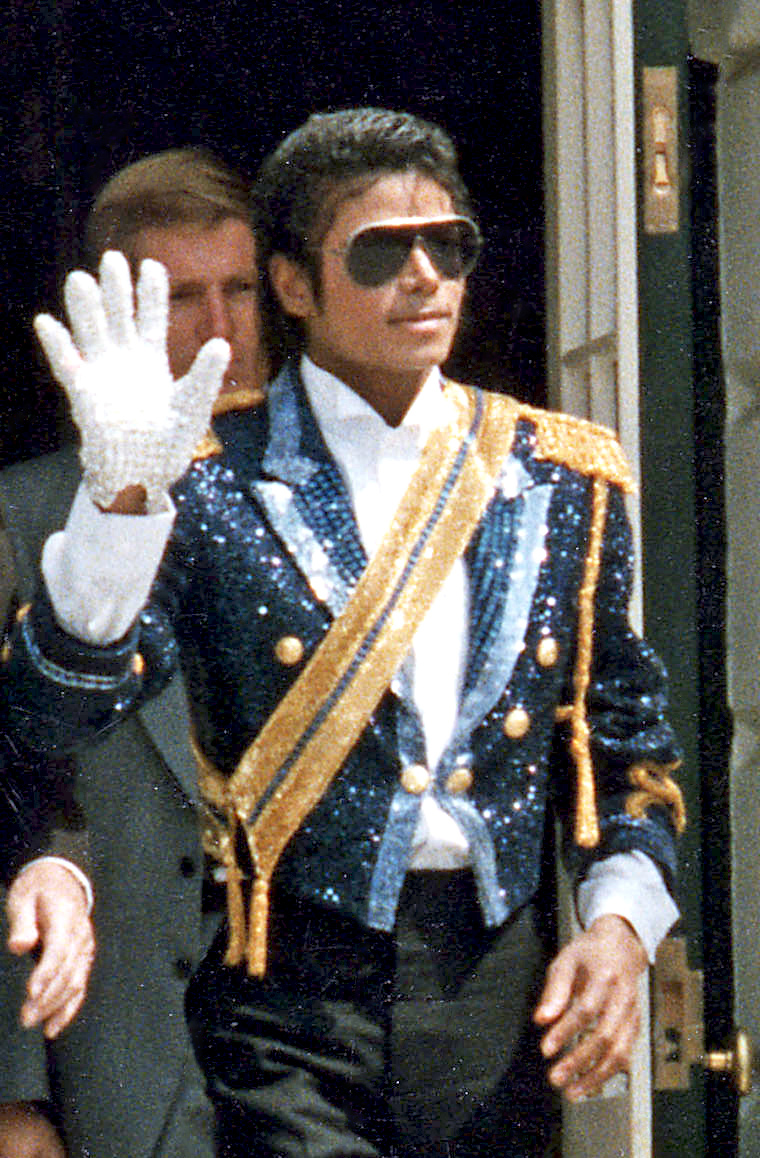
Майкл Джексон
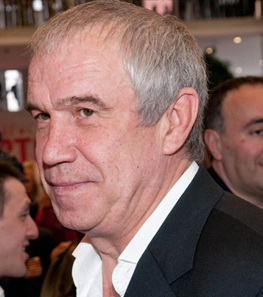
Сергей Гармаш
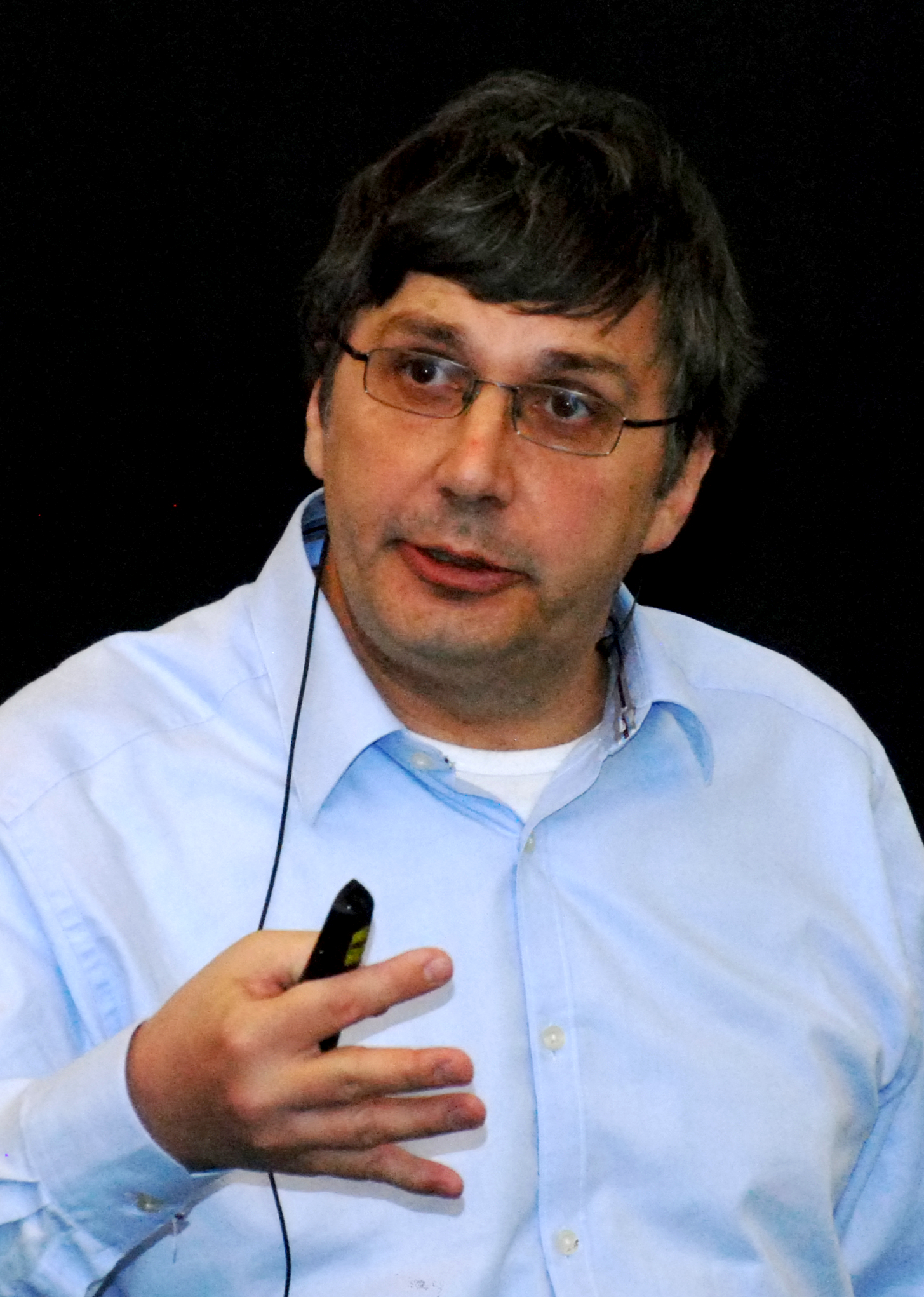
Андрей Гейм
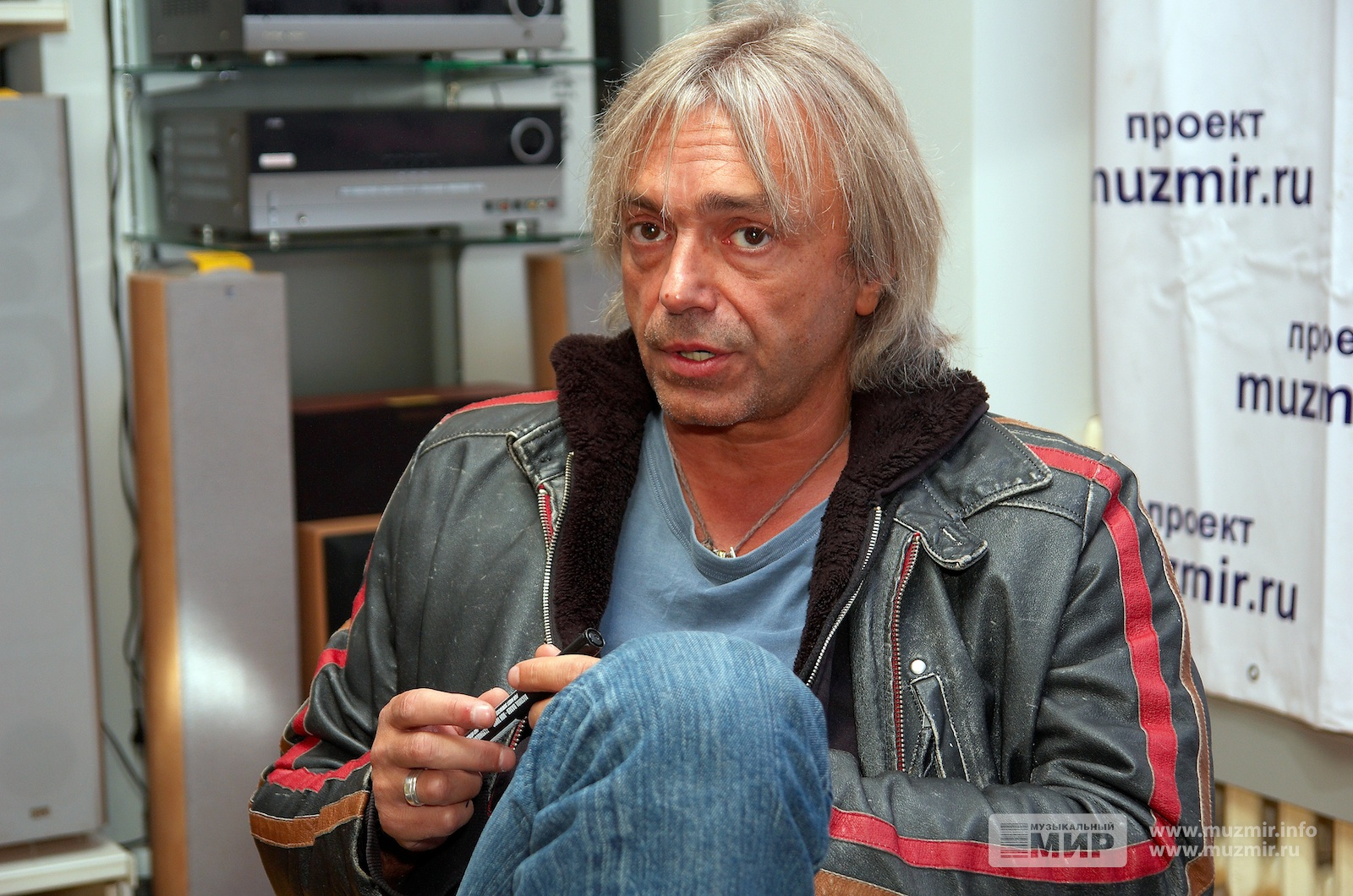
Константин Кинчев
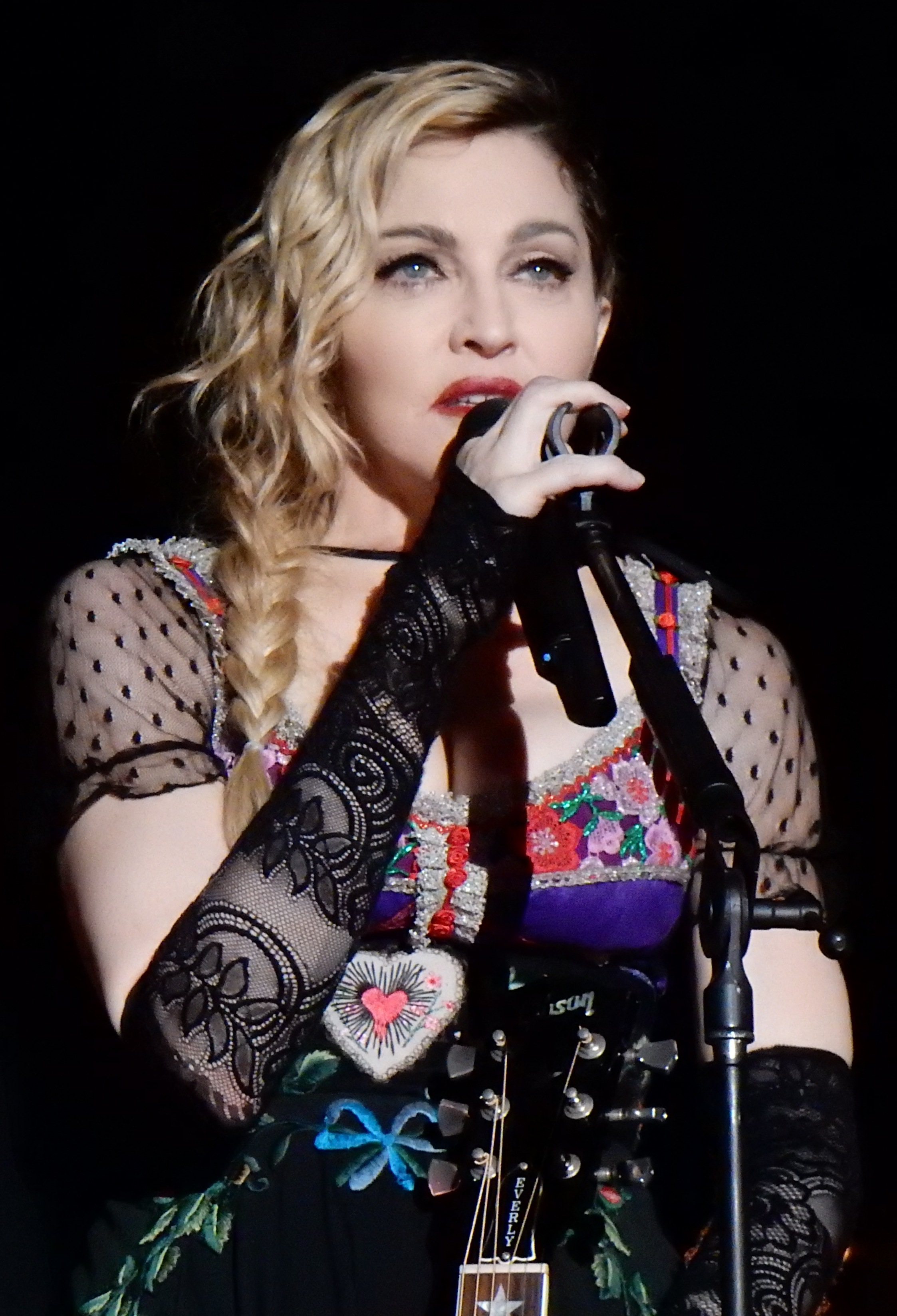
Мадонна

## Скончались
См. также: Категория:Умершие в 1958 году
- 7 января — Петру Гроза, Председатель Государственного совета Румынской Народной Республики.
- 9 января — Григорий Петровский, советский и украинский партийный и государственный деятель.
- 1 февраля — Клинтон Джозеф Дэвиссон, американский физик, лауреат Нобелевской премии по физике 1937 года.
- 4 февраля — Генри Каттнер, американский писатель-фантаст.
- 7 марта — Фёдор Янковский, советский военный деятель, Генерал-майор артиллерии (1943 год).
- 11 марта — Хеннинг Гренандер шведский фигурист, выступающий в одиночном катании; чемпион мира (1898 год).
- 21 марта — Сирил Корнблат, американский писатель-фантаст.
- 18 апреля — Морис Гюстав Гамелен, французский генерал, главнокомандующий французской армией в начале Второй мировой войны.
- 29 мая — Хуан Рамон Хименес, испанский поэт, лауреат Нобелевской премии по литературе 1956 года.
- 14 июня — Нури аль-Саид, иорданский политик, шесть раз занимавший должность премьер-министра Иордании (убит в должности).
- 16 июня — Имре Надь, премьер-министр Венгрии в 1953–1955 и 1956 году.
- 20 июня — Курт Альдер, немецкий химик-органик, лауреат Нобелевской премии по химии 1950 года.
- 14 июля
  - Фейсал II, король Ирака.
  - Абд аль-Илах, бывший регент Ирака.
- 15 июля — Нури аль-Саид, иракский политик, восемь раз занимавший должность премьер-министра Ирака (убит в должности).
- 17 июля — Анри Фарман, французский пионер авиации, авиаконструктор.
- 21 июля — Пётр Замойский, советский писатель.
- 22 июля — Михаил Зощенко, русский советский писатель.
- 14 августа — Фредерик Жолио-Кюри, французский учёный и общественный деятель, лауреат Нобелевской премии по химии 1935 года.
- 22 августа — Роже Мартен дю Гар, французский писатель, лауреат Нобелевской премии по литературе 1937 года.
- 26 августа — Георгий Иванов, русский поэт.
- 27 августа — Эрнест Орландо Лоуренс, американский физик, создатель первого циклотрона, лауреат Нобелевской премии по физике 1939 года.
- 22 сентября — Василий Десницкий, революционный деятель, литературовед.
- 9 октября — Пий XII, папа римский.
- 12 октября — Пётр Ивановский, советский живописец, график и педагог.
- 17 ноября — Ютака Танияма, японский математик.
- 27 ноября — Георгий Дамянов, Председатель Президиума Народного собрания Болгарии.

## Нобелевские премии

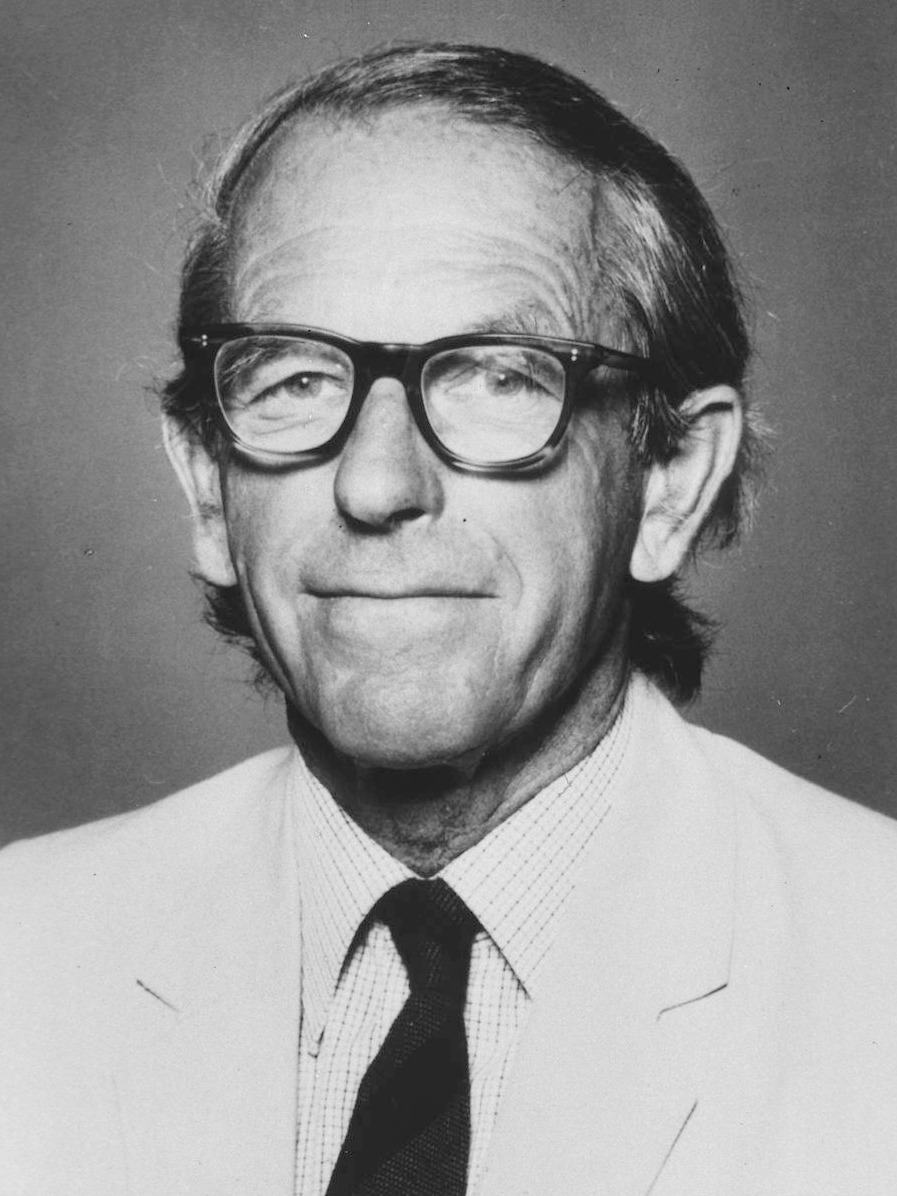
Фредерик Сенгер

- Физика — Павел Алексеевич Черенков, Илья Михайлович Франк и Игорь Евгеньевич Тамм — «За открытие и истолкование эффекта Черенкова».
- Химия — Сенгер, Фредерик — «За установление структур белков, особенно инсулина».
- Медицина и физиология — Джошуа Ледерберг — «За открытия, касающиеся генетической рекомбинации и организации генетического материала у бактерий»; Джордж Бидл, Эдуард Тейтем — «За открытия, касающиеся роли генов в специфических биохимических процессах».
- Литература — Пастернак, Борис Леонидович — «За значительные достижения в современной лирической поэзии, а также за продолжение традиций великого русского эпического романа».
- Премия мира — Жорж Пир «За помощь беженцам».